# Хронологија усташких злочина 1941.
postoje
Независна Држава Хрватска (1941-1945) проглашена је 10. априла 1941. након уласка њемачких окупационих трупа у Загреб. Током прве године постојања НДХ почињени су неки од најмасовнијих злочина усташа над српским, јеврејским и ромским цивилима и комунистима.
Идеологија усташког покрета била је темељена на расистичкој и екстремно националистичкој политици, по узору на фашистичке покрете у Европи, особито оне најутицајније - у Италији и Њемачкој, на основу чега овај покрет убрајамо међу фашистичке покрете. Основна тенденција усташке политике тицала се стварања етнички хомогеног простора у коме неће бити мјеста за припаднике српског, јеврејског и ромског народа, као и за политичке неистомишљенике, особито када је ријеч о комунистима. Оваква политика резултирала је масовним уништавањем српског, јеврејског и ромског становништва, као и политичких противника без обзира на етничко поријекло. Оваква пракса била је карактеристична за све дијелове НДХ.
Први масовни злочини Независне Државе Хрватске и усташког покрета отпочињу већ у другој половини априла 1941. Злочини усташког покрета и НДХ трају до окончања Другог свјетског рата.
Избијањем партизанског устанка у Хрватској и Босни и Херцеговини смањен је интензитет усташких злочина у појединим регионима на подручју НДХ. Ово је нарочито карактеристично за источну Херцеговину, Лику, Кордун и Босанску крајину, гдје од друге половине августа 1941, услијед избијања устанка, усташки походи све мање резултирају покољима, а уједно губе на интензитету. Бољом организацијом партизанског покрета и масовнијим приливом бораца омогућени су активнији отпор фашистичким формацијама и стварање слободне територије. Јачањем партизанског покрета крајем 1941. и особито наредних година, у већини региона у Босни и Херцеговини и Хрватској смањен је интензитет усташких злочина, иако је 1942. такође била обиљежена бројним злочинима.
Од краја априла до почетка јуна 1941. усташе врше убиства одабраног мушког становништва, али најчешће не свих мушкараца у оквиру појединих заједница и насеља која су била изложена њиховим упадима, иако је у овом раздобљу било значајних изузетака (Гудовац, Хрватски Благај). Од почетка јуна до почетка августа врше истребљења свих мушкараца у оквиру насеља која нападају, мада је у овом раздобљу било примјера колективног истребљења читавих породица и заједница (околина Доњег Лапца и околина Гацка). Од почетка августа усташе врше колективна истребљења читавих насеља и заједница, без обзира на пол и узраст. Оваква пракса умногоме је осујећена стварањем слободне партизанске територије у љето и јесен 1941, али су усташе у овом раздобљу наставиле да депортују читаве заједнице у логоре, нарочито када је ријеч о јеврејском становништву.
Бољом организацијом партизанског покрета омогућен је активнији отпор фашистичким снагама и стварање слободне територије. Усташе сада морају ангажовати велике снаге како би продрле у српска насеља, док им је током љета 1941. полазило за руком да са мањим снагама похватају велик број становника које би потом ликвидирали. Међутим, у појединим регионима у којима су услови организовања антифашистичке борбе били отежани (Срем, Славонија, градска насеља, итд.) или у регионима који су били изложени офанзивама усташких и њемачких снага (Козара, Кордун, итд.) забиљежени су масовни злочини и масовне депортације локалног становништва у логоре, што је подразумијевало изузетно високе људске губитке. Такође, током 1942. запажа се масовније уништавање ромског становништва него претходне године. Ово се односи на колективне депортације ромских заједница у логор Јасеновац. Исто тако, током 1942. (нарочито од априла до септембра 1942) учестале су колективне депортације становништва српских села Босанске крајине, Славоније, Баније, Кордуна и Срема, као и масовне депортације из других региона, у логор Јасеновац, а настављене су и депортације јеврејског становништва у логоре, као и претходне године.
Почев од друге половине 1942. партизанске борбене активности преносе се на подручја настањена хрватским становништвом (сјеверозападна Хрватска, итд., претходно Далмација) и на тај начин се Оружане снаге НДХ везују за далеко шири простор што доводи до смањења усташких упада на подручја настањена српским народом. Заједничка борба српског и хрватског народа против фашизма омогућила је војно сламање НДХ.

## Април 1941.
- 10. април 1941: Прва хапшења у Госпићу спроведена су у вечерњим часовима 10. априла 1941, на дан проглашења НДХ. Први ухапшеници били су мушкарци српске националности. Публикована су имена 20 лица српске националности ухапшених у овим околностима. Током априла и маја 1941. у Госпићу је ухапшено неколико десетина лица српске националности, укључујући неколико жена. Хапшења су настављена и наредних дана, након 10. априла, када је ухапшена група од 22-23 госпићких комуниста и лијевих ХСС-оваца, хрватске националности. Публикована су имена 19 ухапшеника хрватске националности, заточених у усташком затвору у Госпићу, априла 1941, укључујући и имена појединих комуниста из Перушића. Ухапшеници српске националности ликвидирани су почетком маја 1941, највјероватније покрај Мацолине јаме на Јанчу. Један број ухапшеника хрватске националности пуштен је из затвора. Позната је структура извршилаца хапшења и починилаца наведених убистава. Публикована су њихова имена.[1]
- 11. април 1941: Хапшење око 30 српских мушкараца у Новој Градишки. Ухапшеници су у затвору у Новој Градишки остали до 6. маја 1941, када су спроведени у казнионицу у тврђави Стара Градишка. Двојица ухапшеника убијена су у затвору у Новој Градишки, прије 6. маја. Из казнионице у Старој Градишки 16 заточеника пуштено је 2. јула 1941, под условом да се преселе у Србију. Остали ухапшеници страдали су у усташким логорима.[2] Према појединим истраживањима, 11. априла 1941. у Новој Градишки ухапшено је 57 лица, од чега 7 дјеце и 13 жена. За хапшења у Новој Градишки одговоран је Мирко Етеровић.[3]
- 13. април 1941: Припадници Хрватске сељачке заштите опколили су шест села у сеоској општини Новиград Подравски (котар Копривница) и похапсили већи број српских мушкараца (према тврдњама свједока ријеч је о око 500 ухапшеника). Од њих је 40 задржано у притвору, а остали су пуштени. Од 40 лица која су задржана у заточеништву, рат су преживјела само 2 лица. Остали су страдали током љета 1941.[4]
- 13-14. април 1941: Хапшење 12 комуниста хрватске националности у Перушићу. Ухапшени комунисти су спроведени у усташки затвор у Перушићу. Истовремено у перушићком затвору изоловано је 5 мушкараца српске националности. У сличним околностима, 13-14. априла 1941, хапшења су вршена у Горњем Косињу и Доњем Косињу. У Косињу је ухапшено најмање 8 комуниста (4 хрватске и 4 српске националности) и најмање 4 мушкарца српске националности који нису били комунисти. Публиковани су поименични подаци о ухапшеним лицима. Међу ухапшенима је био и Душан Брујић, члан Окружног комитета КПЈ/КПХ за Лику. Ухапшеници српске националности су убијени крајем априла 1941. и бачени у јаму Думан покрај Личког Лешћа.[5] Према другим, прецизнијим, подацима, дио ухапшених Срба са подручја Косиња, који су лишени слободе 13-14. априла 1941, убијен је покрај јаме Думан 10. јула 1941.[6]
- 14. април 1941: Хапшење 12 српских становника Топуског. Публикована су имена 7 ухапшеника. Ова лица су страдала током љета 1941. у логорима у Лици.[7]
- 14-15. април 1941: Хапшење 20 лица хрватске националности, чланова и симпатизера КПЈ/КПХ и лијевих ХСС-оваца у Пазаришту покрај Перушића у Лици. Међу ухапшенима био је и шпански борац Миле Буторац из Доњег Пазаришта. Публикована су имена ухапшених лица. Од 20 ухапшеника усташе су априла 1941. убиле 4 комуниста у близини села Кланац. Међу убијенима били су шпански борац Миле Буторац и предсједник сеоске општине Пазариште, Вицко Милинковић. Већина ухапшеника пуштена је након извијесног времена, али су многи од њих поново ухапшени у другој половини маја 1941.[8][9]
- 15. април 1941: Формиран логор Даница у Копривници, као први формирани усташки логор. Први заточеници су у логору изоловани између 18. и 24. априла 1941. Ријеч је о мањој групи локалних становника српске, хрватске и јеврејске националности, ухапшених у граду Копривници и околини. Први управник логора био је копривнички усташа-емигрант Мартин Немец. Већ 4. маја 1941. у логору је било 763 логораша, а 18. маја - 1007, 30. јуна - 2175, а 15. јула 1941. - 2656 логораша. У другој половини јула 1941. долази до пребацивања логораша из логора Даница у усташке логоре у Лици (Госпић, Јадовно), тако да је до краја јула из логора Даница за Госпић упућено 1960 логораша, док их је 76 ослобођено.[10][11]
- средина априла 1941: Хапшење 2 лица хрватске и 2 лица српске националности у Дугој Реси. Према изворима НДХ провенијенције, један од ухапшеника, радник Јосип Јуран, убијен је 16. априла 1941. Остали ухапшеници су спроведени у усташке затворе и логоре одакле се нису вратили.[12]
- 17. април 1941: Први познати масовни злочин усташа над српским становништвом у НДХ, на основу до сада познатих историјских извора, догодио се у близини Старог Петровог Села, на подручју котара Нова Градишка, 17. априла 1941. Ријеч је о убиству око 25 српских становника села Стари Слатиник и Бродски Ступник са подручја котара Славонски Брод (села се налазе између Нове Градишке и Славонског Брода и била су етнички мјешовита, али већински насељена хрватским становништвом). Усташе су у овим селима средином априла ухапсиле око 30 српских становника и 17. априла 1941. спровеле су их према Новој Градишки, али су на путу према градишком затвору одлучили да изврше стријељање ухапшеника у близини Старог Петровог Села. Од око 30 ухапшеника стријељано је око 25, док се за петорицу вјерује да су успјели побјећи.[13][14]
- 18. април 1941: Убиство 39 мушкараца српске националности и једног мушкарца хрватске националности на подручју котара Славонска Пожега. Из града Славонске Пожеге одведена су и убијена двојица мушкараца, један српске, а други хрватске националности. Убиства одраслих мушкараца вршена су у неколико села у Пожешкој котлини. У Аматовцима је забиљежено убиство 5 лица, у Богдашићу 3, у Крушеву 2, у Мијачима 2, у Михајлијама 5, у Сажијама 4, у Каменским Шеовцима 7, у Ратковици 6, у Градским Врховцима 3, у Чечавачком Вучјаку једног лица. Истог дана у селу Стријежевица ухапшена су два мушкарца српске националности који су транспортовани у логор Даница, гдје су убијени непознатог датума. Публиковани су поименични подаци о страдалима.[15]
- 19. април 1941: Основан усташки логор у Керестинцу. Првих дана постојања логора у Керестинец су депортовани углавном Јевреји и Срби. Први комунисти заточени у логору били су лица која су новоуспостављеним усташким властима предали органи Бановине Хрватске. Процјењује се да је током маја у логору било заточено око 300 лица, од чега је комуниста било око 50. Почетком јула у логору је било око 100 комуниста. Већина српских и јеврејских заточеника премјештена је током маја и јуна у логор Даница и у логоре у Лици, док је већина комуниста убијена током јула 1941.[16]
- 20-21. април 1941: Неколико стотина мађарских војника и 25 усташа извршили су опкољавање и претрес села Силаш, добровољачког насеља између Осијека и Вуковара. У селу су ухапшена 24 мушкарца. Такође, мања хапшења су вршена и у сусједним селима: Ада (3 мушкарца) и Палача (2 мушкарца). Сутрадан, 21. априла, у близини Ласлова стријељано је 9 становника Силаша, 2 становника Палаче и 3 становника Аде. Међу убијенима 11 је било српске, 2 хрватске и једна особа непознате националности. Публиковани су поименични подаци о страдалима.[17]
- 20-23. април 1941: Убиство 38 мушкараца српске националности на подручју котара Славонска Пожега. Између 20-21. априла 1941. убиства су вршена над становништвом сљедећих насеља: Кантровци (4 убиства), Трештановци (4), Александровац (3), Пољанска (1), Горњи Врховци (1), Шкрабутник (1). Током 23. априла 1941. убиства су вршена над становништвом слиједећих насеља: Ивановци (13), Мигаловци (3), Братуљевци (2), Пожешки Брђани (2), Лучинци (2), Трештановци (1). Становници Ивановаца су убијени у шуми покрај села Еминовци. Хапшења и убиства извршили су припадници Осијечког усташког стожера на челу са Фрањом Павићем и Звонком Мазуром. Публикована су имена страдалих.[18]
- 20-24. април 1941: Хапшење и страдање српских мушкараца из села Трибањ (засеок Шибуљине), у подножју Велебита, између Карлобага и Стариграда. Најприје је 20. априла ухапшено 4, а потом 22. априла 8 становника Шибуљина. Сви су депортовани за Госпић и убијени у Јадовном 24. априла 1941, сем двојице, од којих је један успио побјећи са стријељања, а другог су пријетходно ослободили Италијани.[19]
- 25. април 1941: Хапшење 2 српска становника у Косијерском Селу покрај Бариловића (у близини Дуге Ресе). Ухапшеници су спроведени у логор Даница да би касније страдали у логору Јадовно.[20]
- 26. април 1941: Хапшење 9 српских мушкараца у селу Петровац (данас Борик), покрај Миклеуша (котар Подравска Слатина). Ухапшеници су спроведени у затвор у Миклеуш, а затим у затвор у Осијек одакле се нису вратили.[21]
- 27-28. април 1941: У Гудовцу покрај Бјеловара убијено је 195 Срба из неколико села котара Бјеловар. Најприје је у току ноћи 27/28. априла 1941. убијено 11 лица, а 28. априла 1941. стријељано је 185 лица. Злочин је организовао Еуген Дидо Кватерник, равнатељ за јавни ред и сигурност НДХ, који је присуствовао ликвидацијама.[22][23]
- 28-29. април 1941: Стријељање 4 српска мушкарца у Двору (на Уни).[24]
- 29. април 1941: У логор Даница у Копривници пристигао први жељезнички транспорт логораша: 504 заточеника српске националности из котара Грубишно Поље, који су пристигли у логор преко Загреба. Ријеч је о лицима ухапшеним након 26. априла 1941, на основу наређења шефа Усташке надзорне службе Еугена Диде Кватерника. Већа група логораша транспортована је 30. јуна 1941. из логора Даница сточним вагонима ка Госпићу, и потом изолована у логорима Госпић и Јадовно. Претпоставља се да је читава група од 504 српска заточеника из Грубишног Поља транспортована из Данице у Лику гдје су побијени. Претходно су у логору Даница били изложени тортури.<реф наме="Хорватић 1976, 869-883"/> Пописана су имена 557 становника котара Грубишно Поље који су страдали у усташким логорима у Лици.[25]
- крај априла 1941: Први усташки злочин на подручју Бихаћа. Злочин је извршио усташки поручник Химзо Бишчевић у бихаћком насељу Жегар. Бишчевић је убио двојицу српских становника бихаћког насеља Ружица и једног становника села Мелиновац.[26]

## Мај 1941.
- 1. мај 1941: Убиство 4 мушкарца у селу Пака и 2 мушкарца у селу Цигленик у котару Славонска Пожега. Публикована су имена страдалих.[27]
- почетак маја 1941: Основан логор Јадовно покрај села Трновац (засеок Јадовно) на Велебиту у Лици. Логор је једно вријеме постојао упоредо са логорима у Госпићу и на Пагу и многи логораши су искусили боравак у неколико ових логора. Логор је постојао до 21. августа 1941. Према публикованим подацима у тзв. групи госпићких логора (Јадовно, Госпић, Паг) поименице је страдало најмање 10.502 жртве. Овај број није коначан. Према научно заснованој претпоставци сарадника Музеја жртава геноцида из Београда, у овим логорима страдало је између 16.000 и 17.000 жртава.[28] Историчар Ђуро Затезало је изнио претпоставку да је у овим логорима страдало 40.123 лица, али је публиковао само 10.502 имена жртава.
- почетак маја 1941: Хапшење већег броја лица српске националности у Славонском Броду и околним селима. Према једном свједочењу почетком маја 1941. ухапшено је 28 локалних Срба. Ухапшеници су осуђени на мјесечне казне и спроведени у казнионицу у Старој Градишки. Према истом свједочењу, ова лица су по истеку казне пуштена на слободу, сем 3 лица, која су касније убијена у логору Јасеновац. Извор наводи поименичне податке о убијенима и непотпуне податке о ухапшенима.[29]
- 1-10. мај 1941: Прва убиства у котару Удбина. У два наврата, између 1. и 10. маја 1941, усташе из Удбине убиле су 12 локалних Срба. Најприје је, почетком маја, на Корији убијено 7 мушкараца, а неколико дана касније, на мосту Гечет, још 5 мушкараца. Према неким индицијама, друго убиство догодило се 5. маја. Публикована су имена страдалих.[30]
- 3. мај 1941: Убиство 3 српска мушкарца у Мачковом Селу и једног мушкарца у Додошима покрај Петриње.[31]
- 4-11. мај 1941: Убиство 11 српских мушкараца у селима око Петриње: Доња и Горња Бачуга (5), Грабовац Бански (3), Велики Шушњар (3).[32]
- 5. мај 1941: Убиство 5 чланова хрватске породице Мравунац од стране усташа из Хрватског Благаја у Српском Благају покрај Вељуна. Усташе су овај злочин приписале Србима као изговор за отпочињање покоља над становништвом Вељуна и околине који се одиграо у Хрватском Благају, 6-9. маја 1941.[33][34]
- 5. мај 1941: Хапшење 4 лица српске и једног лица руске националности у Топуском. Нико од њих није преживио рат. За нека од ових лица претпоставља се да су убијена у логору Јадовно. Публиковани су поименични подаци о страдалима.[35]
- 6. мај 1941: Хапшење 6 лица српске националности у Вргинмосту. Ова лица су током љета 1941. убијена у логору Јадовно. Публиковани су поименични подаци о страдалима.[36]
- 6-9. мај 1941: Покољ у Хрватском Благају покрај Вељуна на Кордуну. Масовно хапшење српских мушкараца на подручју бившег котара Вељун усташе су отпочели 6. маја 1941. Из Загреба су у Хрватски Благај стигла два камиона усташа, под командом Ивана Шарића, који су, уз подршку усташа из Хрватског Благаја и Слуња, извршили хапшење и убијање локалних Срба. Укупно је ухапшено 625 мушкараца од којих је 95, претежно стараца, пуштено кућама, а 530 је убијено у Хрватском Благају. Хапшења су вршена у сљедећим селима: Вељун, Спаредњак, Стојмерић, Бандино Село, Црно Врело, Вељунска Глина, Цвијановић Брдо, Лаповац, Доњи Полој, Точак, Шливњак, Боговоља (околина Цетинграда). Од око 530 заточеника, преживио је једино Душан Никшић, који је прије масакра успео побјећи. Међу побијенима била су два православна свештеника, као и 17 чланова Комунистичке партије Хрватске, међу којима и секретар котарског комитета КПХ/КПЈ Слуњ Никола Кукић.[33][37][38][39] Према публикованим поименичним подацима познато је колико је страдалих по појединим мјестима: Вељун (119), Лаповац (48), Шливњак (34), Точак (22), Загорје (19), Вељунска Глина (18), Спаредњак (17), Стојмерић (12), Бандино Село (11), Кузма Перјасичка (11), Боговоља (9), Косијерско Село (8), Доњи Полој (8), Вођевић Брдо (7), Српски Благај (6), Глинице (5), Црно Врело (4), Кланац (4), Цвијановић Брдо (3), Понорац (2), Снос (2).[40][41]
- 7-9. мај 1941: Стријељања у Санском Мосту. Усташе су најприје 7. маја извршили стријељање 3 српска сељака, ухапшена 5. и 6. маја. Двојица стријељаних потицали су из села Трамошња. Ово је био први усташки злочин на подручју Санског Моста. Хапшења локалног српског становништва изазвала су узнемирења становништва у селима Трамошња и Кијево и први оружани отпор усташама на подручју НДХ, у ком су узели учешћа и становници других српских села која гравитирају Санском Мосту. Након неуспјелог усташког напада на ова српска села, 8. маја су интервенисале њемачке снаге које су ухапсиле око 300 српских сељака из околине града, који су убрзо пуштени након интервенције једног италијанског официра. Међутим, усташе су поново извршили хапшење дијела претходно ухапшених сељака из Томине, Лужана и Чапља и 9. маја 1941. у Санском Мосту стријељали 27 лица (26 лица српске и једног лица хрватске националности).[42]
- 8. мај 1941: Према подацима усташког редарства у Загребу је ухапшено 114 "четника и људи који су с њима били у вези". Претпоставља се да је ово само синоним за ухапшена лица српске националности. Међу ухапшеницима био је и загребачки митрополит Доситеј Васић. У извору се не наводи даља судбина ухапшеника.[43]
- 10. мај 1941: Хапшења већег броја мушкараца у Вуковару. Према подацима историчара Ђуре Затезала, у логор Јадовно, током лета 1941. убијено је 10 становника Вуковара и 5 становника села Миклеушевци ухапшених 10. маја и један становник Вуковара ухапшен 5. маја 1941.[44]. Ово нису једина хапшења у Вуковару почетком маја 1941, с обзиром на то да се у литератури споимње још неколико имена ухапшених Вуковарчана, лишених слободе почетком маја 1941, за које се истиче да су нестали у логорима.[45]
- 11-12. мај 1941: Покољ над 340 Срба из Глине и околине у селу Прекопа. Злочин су иницирали усташки дужносници: Мирко Јерец, Јуцо Рукавина и Никола Видаковић. Позната су имена дијела извршилаца злочина. Ријеч је о усташама из села Прекопа, Јукинац, Кихалац и Хађер покрај Глине и о усташама из мјеста Глина.[46][47]
- 13. мај 1941: Хапшење становника села Рогуље покрај Двора на Уни. Према подацима историчара Ђуре Затезала, у логору Јадовно, јула 1941, убијено је 15 становника села Рогуље, ухапшених овог дана, од чега 13 мушкараца и 2 жене. Публиковани су поименични подаци о страдалим ухапшеницима. Током маја 1941. хапшења су вршена и у другим насељима котара Двор на Уни, након чега су ухапшеници одвођени у логоре. Публиковани су поименични подаци о 56 лица са подручја Двора на Уни који су убијени у логору Јадовно.[25]
- 13-14. мај 1941: Стријељање 45 српских цивила у близини Санског Моста.[37]
- 13-16. мај 1941: Убиство већег броја мушкараца српске националности на подручју котара Славонска Пожега. Према подацима из литературе, убиства су вршена над становништвом сљедећих насеља: Ратковица (14 убијених), Стојчиновац (3), Дубока (3), Ћосине Лазе (3), Трештановци (3), Брестовац (1), Вукојевци (1), Пасиковци (1), Шкрабутник (1), Плетерница (1). Публиковани су поименични подаци о страдалима.[48] Међутим, према подацима историчара Ђуре Затезала 9 мушкараца из Ратковице, који су ухапшени 15-16. маја 1941, убијени су у логору Јадовно.[49] Према подацима историчара Филипа Шкиљана, 16. маја 1941. у селу Ратковица ухапшено је 16 српских становника. Један ухапшеник је пуштен на слободу, а осталих 15 су постали логораши логора Даница у Копривници, одакле су пуштена још 2 ухапшеника. За осталих 13 се претпоставља да су убијени у логору Јадовно.[14]
- 20. мај 1941: У логору Госпић убијено 15 мушких становника српског села Липово Поље покрај Перушића. Публиковани су поименични подаци о страдалима.[50]
- 22-23. мај 1941: У Јосипдолу, покрај Огулина, ухапшено 6 српских младића, симпатизера КПЈ, који су сутрадан спроведени у логор Даница. Публикована су имена ових лица.[51]
- 23. мај 1941: Хапшење 29 лица српске националности у селу Горње Дубраве, покрај Огулина. Од 29 ухапшеника само двоје их се вратило у село, док су остали касније побијени.[52]
- 29. мај 1941: На подручју села Јаблан, Хајдине, Пресика, Стубица и Тук, покрај Огулина, ухапшено је 20 Срба и 7 Хрвата. Сви су били у усташком затвору у Огулину од 8 до 30 дана, а онда су пуштени. Према сачуваним свједочењима ова је група недуго након пуштања поново била похапшена, а ове околности су преживјела само двојица ухапшеника.[53]
- 29-30. мај 1941: У Загребу ухапшено 165 Јевреја, старости од 17 до 23 године, који су 31. маја отпријемљени у логор Даница у Копривници, а потом у логор Јадовно, гдје су сви убијени, сем десеторице младића, који су убрзо постали заточеници логора Јасеновац (рат ће преживјети само тројица). Публиковани су поименични подаци о страдалима.[54]
- 30. мај 1941: Стријељање Душана Зелембабе, кувара хотела Еспленада у Загребу, због наводног "напада на усташку опходњу". Претпоставља се да је ово прво стријељање извршено на масовном стратишту Дотршчина покрај Загреба.[55]
- 31. мај - 1. јун 1941: Прва хапшења Срба у Мостару услиједила су 31. маја 1941, када су ухапшена петорица мушкараца. У ноћи између 31. маја и 1. јуна, усташе на челу са Иваном Хочеваром и Станком Шарцем, извршиле су ликвидацију ухапшеника код села Ортијеш. Један од ухапшеника (др Федор Лукач) успио је побјећи са стратишта.[56]

## Јун 1941.
- почетак јуна 1941: Страдање више стотина Срба са подручја Купрешког поља и околине. Почетком јуна 1941. усташе из Купреса и околине спровели су масовно хапшење и ликвидацију српских цивила из села Благај, Малован, Равно и Вуковско. Похапшена лица су побацана у јаме Купрешког поља. Поједини извори говоре да је у првим данима јуна 1941. на овај начин страдало око 500 Срба са овог подручја.[57] Овај податак захтјева потврду у другим изворима.
- 1. јун 1941: У Требињу локалне усташе и група припадника усташког покрета са Загребачког свеучилишта стријељали 9 лица српске националности из Требиња и околине и ухапсили већи број других лица (подаци варирају од 15 до 70 ухапшеника).[58][59]
- 1-2. јун 1941: Масовно хапшење српских становника Невесиња и околине почев од 1. јуна 1941. У селу Удрежње 2. јуна 1941. усташе су убиле 29 мушкараца. Позната су имена жртава.[60]
- 2-3. јун 1941: Усташе из Јосипдола ухватиле су 2. јуна 14 српских становника из Јосипдола, Вајиног Врха и Војновца и, након извршене тортуре над ухапшеницима, сутрадан их спровели у логор Даница. Ова лица су страдали као заточеници логора Јадовно крајем јула и почетком августа 1941. Публиковани су поименични подаци о страдалима.[61]
- 2-5. јун 1941: У селу Корита, између Билеће и Гацког, од стране усташа из Фазлагића Куле и других мјеста у околини Гацка, на челу са Херманом Тогоналом, усташким повјереником за котар Гацко, ухапшено је 2. јуна 1941. око 140 локалних српских становника, који су држани и мучени готово три дана у згради локалне школе. У ноћи 4-5. јуна, 121 ухапшеника је одведено до Коритске јаме, у групама, и онде убијено маљевима и бачено у јаму. У селу Корита 5. јуна побијено је 5 сељана, а истог дана од стране истих починилаца убијено је 7 становника оближњег села Заградци. Познати су поименични подаци за убијена лица. Међу убијенима било је 47 чланова породице Сворцан.[62][63][64]
- 4-5. јун 1941: У близини Бања Луке ухапшени су, мучени и убијени, бањалучки епископ Платон (Јовановић) и протојереј Душан Суботић из Босанске Градишке. Након убиства бачени су у ријеку Врбању. Њихови унакажени лешеви пронађени су 23. јуна 1941. на обали ријеке, покрај села Кумсале.[65]
- 4-8. јун 1941: Усташе на челу са Леоном Тогоналом, усташким повјереником за котар Љубиње, почев од 4. јуна 1941. започињу хапшења у селима љубињског краја (Влаховићи, Убоско, Поцрње, Капавица, Ранковци). У наредна три дана укупно су похватали око 170 мушкараца од 16 до 60 година. Ухапшеници су заточени у селу Ранковци. Приликом хапшења у Влаховићима је убијено 6 лица. Ликвидације ухапшеника започеле су 8. јуна у близини села Капавице, покрај истоимене јаме. Са стратишта је успјело побјећи око 50 људи, али већина ухапшених је убијена и бачена у јаму. Покрај јаме Капавица укупно је убијено 114 лица. Из Влаховића - 28; из Ранковаца - 23; из Поцрња - 13; из Капавице - 17; из Убоска - 33. Публиковани су поименични подаци о страдалима.[66]
- 8. јун 1941: Убиство 21 српског становника засеока Рончевићи покрај Ловинца у Лици. Међу убијенима било је 7 дјеце и 6 жена. Сви су били чланови породице Рончевић. Злочин се догодио у мјесту Свети Рок. Публиковани су поименични подаци о страдалима.[67] Према неким претпоставкама овај злочин догодио се 10. јула 1941, када је побијено још 7 чланова породице Рончевић. Ово би значило да је 10. јула 1941. убијено 28 Рончевића.[68]
- 9. јун 1941: Гатачке усташе по наређењу Јуре Францетића, тадашњег усташког повјереника за Босну и Херцеговину, који је тада боравио у гатачком крају, маљевима и кундацима побиле око 20 цивила из Гацка, Автовца, Рудног Поља и Наданића и бацили их у јаму покрај села Корита[63][64]
- 9-19. јун 1941: Усташе и полиција из Вуковара извршили су блокаду села Липовача покрај Вуковара. После десет дана блокаде српско становништво из Липоваче је присилно расељено: једна група сељана је отјерана у сусједно село Бршадин, друга је исељена у Србију, а трећа је, како се истиче у литератури, отјерана у логор, без навођења конкретнијих података.[69]
- 11. јун 1941: Почетак присилног исељавања становништва добровољачких насеља између Винковаца, Осијека и Вуковара, насталих након спровођења аграрне реформе, почетком 1920-их, досељавањем породица добровољаца у српској војсци из Првог свјетског рата. Исељено је становништво Клисе, Силаша, Лудвинаца, Шодоловаца, Палаче, Аде, Подриња, Петрове Слатине.[69]
- 11. јун 1941: Убиство 12 мушкараца српске националности из засеока Расоје покрај Ловинца у Лици. Злочин се догодио у селу Радуч. Публикована су имена страдалих. Сви су били чланови породице Гњатовић.[70]
- 12. јун 1941: У селу Комар, између Травника и Доњег Вакуфа, усташе извршиле стрељање 15 локалних Срба због наводног пуцања на усташку колону.[71]
- 12. јун 1941: Убиство 6 локалних српских мушкараца у селу Висућ (котар Удбина). Публиковани су подаци о страдалима.[72][73]
- 12-13. јун 1941: У селу Сушине покрај Нашица усташе заклале 6 локалних српских становника. Публикована су имена страдалих као и имена починилаца злочина.[74]
- 12-13. јун 1941: Усташе на челу са Леоном Тогоналом, извршиле убиство 32 лица из Љубиња. Међу убијенима, који су бачени у јаму Пандурицу, било је 29 Срба, 2 Хрвата и 1 Бошњак.[75]

- 13. јун 1941: Колективно протјеривање српског становништва у Србију из појединих села у котару Подравска Слатина. Из Илмин Двора протјерано је 360 особа, из Чађавичког Луга 30, из Мартинаца 370.[76]
- 13. јун 1941: Хапшење 25 мушкараца у селу Српске Моравице покрај Врбовског. Ухапшеници су отјерани за Огулин, а потом у логор Даница, да би већина њих била убијена у логорима Јадовно или Паг.[77]
- 13-28. јун 1941: Страдање српских мушкараца села Липово Поље покрај Перушића у логору Јадовно. Према публикованим поименичним подацима у овом раздобљу у Јадовном страдало је 39 становника овог села. Претходно, 20. маја 1941, у логору Госпић убијено је 15 становника Липовог Поља. Током Другог свјетског рата усташе су побиле 111 цивилних становника овог села, првенствено у лето 1941. Публиковани су поименични подаци о страдалима.[50]
- 15. јун 1941: У селима у околини Книна спроведено хапшење локалних Срба од стране усташа. Према доступним подацима ухапшено је око 60 сељака који су потом убијени.[78]
- 15. јун 1941: Убиство 4 српска младића у Босанској Костајници. Публикована су имена страдалих.[79]
- 15-18. јун 1941: Прва убиства почињена од стране усташа на подручју котара Дрвар: убиство 2 мушкарца у селу Бастаси, 15. јуна 1941. Један мушкарац успио је побјећи са стријељања. Публиковани су подаци о страдалима. Претходно, 13-14. јуна 1941, похватана је већа група српских мушкараца у Дрвару одакле је спроведена у усташки затвор у Босанском Петровцу. Након мучења у затвору, усташе су највећи број ухапшеника одвели на стратиште код Рисовачке пећине, гдје су их погубили 18. јуна 1941. НДХ извори помињу убиство од 25 до 32 лица српске националности на локацији Рисовачке пећине. Средином јуна 1941. усташе су извршиле хапшење 9 мушкараца у селу Горњи Тишковац. Ова лица ликвидирана су у Книну. Публиковани су подаци о страдалим Тишковчанима. Даље усташке упаде у Тишковац спријечио је оружани отпор локалног становништва 1-2. јула 1941, као један од најранијих примјера оружаног отпора на територији НДХ.[74][80][81]
- 16. јун 1941: Колективно протјеривање српског становништва у Србију из Сопјанске Греде (котар Подравска Слатина). Протјерано је 235 житеља.[76]
- 16. јун 1941: Убиство 21 лица на мосту на Лашви код Травника. Међу убијенима било је 10 становника села Брадина између Коњица и Сарајева, који су ухапшени 8. јуна и убрзо спроведени у усташки затвор у Сарајеву, где су задржани до 15. јуна. Тога дана су изведени из затворе и заједно са 5 становника Дубровника и 7 становника Фоче и Горажда, премјештени у затвор у Травнику. Сутрадан су сви, сем једног који је извршио самоубиство у травничком затвору, и још једног лица које је успјело побјећи, побијени на мосту на реци Лашви.[82]
- 16. јун 1941: Убиство 19 српских мушкараца из села Борик (тада: Петровац), покрај Миклеуша (котар Подравска Слатина). Злочин је извршен на гробљу у селу Чачинци покрај Ораховице.[83] Izvori NDH provenijencije spominju 10 ubijenih Petrovčana.[79]
- 16. јун 1941: У Гавриловцу покрај Ђурђеновца (котар Нашице) убијена тројица Срба од стране усташа.[84]
- 17. јун 1941: Из усташког затвора у Огулину упућен већи број српских заточеника у логор Даница у Копривници. Публиковани су поименични подаци о 33 мушкараца из Плашког и околних села на подручју котара Огулин који су похапшени између 28. маја и 17. јуна 1941, а који су потом постали логораши у логору Даница, одакле су 20. јула 1941. спроведени у логор Јадовно. Већина их је убијена у логору Јадовно, током јула и августа, док се за неке претпоставља да су убијени на Пагу.[85]
- 17. јун 1941: Убиство 3 члана породице Будимлија у Ловинцу. Публиковани су поименични подаци о страдалима. Међу убијенима било је двоје дјеце и једна жена.[86]
- 18. јун 1941: Хапшење веће групе комуниста у Вуковару и Борову Насељу. Једна група ухапшеника је 26. јуна 1941. спроведена у усташки затвор у Осијек, гдје је најкасније 17. септембра 1941. стријељана у Градском врту група од 5 вуковарских комуниста. Остали ухапшеници из ове групе задржани су у затвору до 16. јануара 1942. када су пуштени. Истог дана, 18. јуна 1941, ухапшена је група од 16 комуниста у Вуковару, од којих је неколико ускоро пуштено, а 9 их је спроведено у логор Даница. Од ове групе, 3 комуниста су убијени у усташким логорима (Јадовно, Стара Градишка), а остали су пуштени након 18 мјесеци. Публиковани су поименични подаци о 8 страдалих и једном дијелу ухапшених комуниста.[87]
- 19-20. јун 1941: Усташе из Боричевца и Кулен Вакуфа, на челу са Винком Матаијом, 19, јуна 1941. упали су у село Бубањ и одвели 6 становника затечених у пољским радовима, а недуго потом још 4 становника. Исто се дешавало и у селима: Дољани (одведено 7 лица), Мишљеновац (19), Доњи Срб (12), Доњи Штрпци (6), Беглуци (4), Бировача (3), Бушевић (15), Кестеновац (7). Становници села Бушевић страдали су од усташа из Кулен Вакуфа. Становници села Добросело (10) и Доброселски Бубањ страдали су јуна 1941. од усташа из Боричевца, претежно у атару села Боричевац гдје су одведени из матичних насеља. Од боричевачких усташа најтеже су страдали становници села Небљуси од којих је 65 побацано у јаму у Боричевцу. Већина Небљушана убијених јуна 1941. у Боричевцу били су жене и дјеца. Публиковани су поименични подаци о страдалима.[88]
- 20. јун 1941: У близини села Ластва покрај Требиња усташе убиле 8 српских сељака.[59][89]
- 20. јун 1941: Убиство 5 мушкараца српске националности на подручју котара Славонска Пожега. Страдали су 2 становника Јурковаца и по 1 становник Ратковице, Каптола и Ћосинаца. Публикована су имена страдалих.[90]
- 22. јун 1941: У близини Власенице убијено око 40 Срба из ове вароши и околине.[91]
- 22. јун 1941: Убијено 10 Срба из Гацка и околине, заточеника гатачког затвора, код села Горње Плужине у близини Невесиња. Злочин су извршиле усташе из Фојнице (село између Гацка и Невесиња) под руководством Џемила Сарића и Химзије Баука.[82]
- 22-27. јун 1941: Почетак страдања српског становништва у околини Чапљине. Усташе су 22-23. јуна 1941. започеле масовна хапшења српских мушкараца на подручју Чапљине и околних села: Тасовчићи, Клепци, Почитељ, Речица, Лозница, Гњилишта, Хотањ. Ухапшеници су смјештени у привремени логор у Тасовчићима, одакле су одвођени у групама и убијани на стратиштима у околини Чапљине. Прва група од 4 ухапшеника убијена је у ноћи 22-23. јуна. Друга група ухапшеника (10 мушкараца из Чапљине) убијена је 24. јуна у близини села Хутово, гдје су бачени у јаму. Трећа група од 27 мушкараца убијена је 24-25. јуна на стратишту Под бријестом, западно од Чапљине. Са стратишта је успио побећи Десимир Михић који је касније свједочио о овом злочину. Четврта група од 27 чапљинских Срба одвезена је из Тасовчића 26-27. јуна до Опузена гдје је ликвидирана. Ове злочине над мушкарцима пратила су и истријебљења појединих породица, укључујући жене и дјецу, у Клепцима, што ће током августа постати учестало и у другим херцеговачким селима. Поменуте злочине извршиле су усташе из Чапљине и околних села. На стратишту Крупа покрај села Драчево, јужно од Тасовчића према Метковићу, 25-26. јуна убијено је 41 лице из Драчева (нпр. убијено је 20 чланова породице Брстина). Злочин су извршиле усташе из Драчева. Усташе из Драчева и Хутова су 26-27. јуна убиле непознат број српских мушкараца из Колојања, Дубравице и Церовице (села јужно од Хутова блата). Ова лица убијена су у једним дијелом у близини Габеле, а другим дијелом код Опузена. Сем посљедњег наведеног злочина, позната су имена страдалих. Такође, познат је и велик број имена починилаца наведених злочина.[92]
- 23. јун 1941: Под руководством Фрање Судара усташе из Фазлагића Куле и приспјеле усташе из западне Херцеговине извршиле убиство над 14 одраслих мушких становника Зборне Гомиле и Међулића, покрај Гацка, који су побијени у Автовцу.[93]
- 23. јун 1941: У селу Врбица покрај Гацка, усташе из Фазлагића Куле извршиле убиство 29 становника. Међу убијенима било је 8 дјеце и 5 жена и дјевојака.[94]
- 23-24. јун 1941: Масовни злочин у Ржаном долу над мушким становништвом села у Поповом пољу (Величани, Дубљани, Драчево, Дријењани, Мркоњић, Туље). Убиство су организовале љубињске усташе на челу са Видом Жутцем и Леоном Тогоналом. Од укупно 168 становника села Величани, Дубљани, Драчево, Дријењани, Мркоњићи и Туље који су 23. јуна похватани и дотјерани на јаму у Ржани до, успјела су побјећи само тројица. Остали су побијени или су живи бачени у јаму гдје су скончали. Познати су поименични подаци о страдалима. Сутрадан је иста група усташа извршила хватање становника села Завала, Грмљани, Седлари и Пољице (укупно 32 поименице позната страдала становника).[95]

- 23-24. јун 1941: У близини села Придворци покрај Требиња усташе убиле 13 требињских Срба, а њихове лешеве потом бацили у јаму. Тројица мушкараца су успјела побјећи са стратишта. Познати су поименични подаци о страдалима. Овај злочин потврђује извор НДХ провенијенције.[95][96]
- 23-24. јун 1941: У Гацком и сусједном Автовцу похапшени сви одрасли српски мушкарци, од стране локалних и западнохерцеговачких усташа, под руководством Фрање Судара. Позната су имена 18 лица убијених у Гацку на свиреп начин. Један део ухапшених локалних становника, који није побијен у ноћи 23-24. јуна, транспортован је из Гацка у Невесиње. Убрзо потом у Невесињу је убијено 28 приспјелих становника Гацка и Автовца.[97] Ове злочине потврђују и извори НДХ.[98]
- 24. јун 1941: Усташе из Фазлагића Куле покрај Гацка убиле су 29 становника села Зборна Гомила и Међулић у засеоку Столац у Фазлагића Кули. Међу убијенима било је 14 дјеце и 11 жена. Већина убијених припадала је породицама Поповић и Златанић.[99]
- 24. јун 1941: У близини села Церно, између Љубушког и Међугорја, убијено 16 српских мушкараца из Љубушког. Злочин су организовали котарски предстојник Иван Буковац, логорник Станиша Васиљ и друге усташе из Љубушког.[100][101]
- 24. јун 1941: Депортација свих српских и јеврејских становника из Бихаћа, по наређењу великог жупана Љубомира Кватерника. Бихаћки Јевреји су протјерани у Кулен Вакуф, гдје су се привремено задржали, док су бихаћки Срби протјерани у Босански Петровац. Ускоро су бихаћки Јевреји такође спроведени у Босански Петровац. Почетком јула били су изоловани у згради петровачке болнице, назване "сабирни логор". Почетком септембра заточени Јевреји пребачени су у Приједор гдје су били смјештени у кућама локалних Јевреја. Усташе су потом дозволиле бихаћким Јеврејима да се преселе у градове у Босни, изузев Бихаћа, што је већина учинила. Међутим, највећи дио бихаћких Јевреја подијелио је судбину Јевреја Босне и Херцеговине и био је убијен у усташким логорима током 1941-1943. Од 146 бихаћких Јевреја усташе су убиле 109. Већину осталих бихаћких Јевреја спасили су партизани.[102]
- 24-25. јун 1941: Усташе из Фазлагића Куле убиле 9 чланова породице Николић и 13 чланова породице Бољановић које су живјеле у Фазлагића Кули. Њихови лешеви бачени су у јаму недалеко од засеока Друговићи у Кули. Породица Николић у потпуности је истријебљена, а од Бољановића је преживио један дјечак који је свједочио о злочину. Публиковани су поименични подаци о страдалима.[103]
- 24-28. јун 1941: Масовна хапшења у Мостару отпочињу 24. јуна и трају до 26. јуна. Поједини извори процјењују да је ухапшено око 450 лица, тј. одраслих мушкараца. Ухапшеници су изоловани у привремени сабирни логор. Након неколико дана ухапшеници су камионима транспортовани у правцу Читлука и Широког Бријега, да би у близини ових насела били ликвидирани. Ликвидације су вршене и на обали Неретве, ван Мостара, како закључујемо на основу свједочења преживјелих. Како истиче историчар Саво Скоко, "сматра се да је за неколико дана (од 24. до 28. јуна) само из града Мостара убијено 160 људи." Поименице је познат део страдалих.[104]
- 25. јун 1941: Убиство 9 српских мушкараца из села Мекињар, покрај Коренице. Злочин се догодио у близини села Бајиновац. Публиковани су подаци о страдалима.[105]
- 25. јун 1941: Хапшење око 60 српских мушкараца у Дрвару. Ухапшеници су спроведени у усташки затвор у Бихаћу, одакле су крајем јула 1941. одведени на стратиште на Гаравицама гдје су убијени.[106]
- 25-26. јун 1941: У ноћи између 25-26. јуна јужно од Опузена, на обали Неретве, усташе извршиле убијање око 283 лица српске националности са подручја котара Столац.[22][107]
- 25-28. јун 1941: Колективно протјеривање српског становништва у Србију из појединих села у котару Подравска Слатина. 25. јула из Новака протјерано је 60 становника, истог дана из Дубраве Носковачке 174, а из Шпаната 445. 26. јуна из Бјелковца протјерано је 570 становника, из Чомборја 420, из Александровца 550, из Петровца 827, из Балинаца 174, из Горњег Михољца 39, из Нове Буковице 22, 27. јуна из Чојлука 115, 28. јуна из Бистрице 13 житеља. Принудно исељавање пратила је пљачка становништва и насилно спровођење. Из града Подравска Слатина 26. јуна протјерано је 35 српских породица.[76]
- 26. јун 1941: Покољ над 16 становника села Козице и 23 становника села Прењ, Пјешивци, Опличићи и Локови, у близини Стоца. Покољ су извршиле столачке усташе на челу са Мартином Маслаћем и Стојаном Рагужом. Злочин је извршен у селу Козице. Лешеви убијених бачени су Неретву у близини Чапљине. Познати су поименични подаци о жртвама.[108]
- 26-27. јун 1941: У близини Борова покрај Вуковара стријељано 12 српских мушкараца из села у Срему: 4 из Лаћарка, 4 из Босута и 4 из Грабоваца. Публиковани су поименични подаци за 8 стрељаних особа.[109][110]
- 26-27. јун 1941: Покољ над око 170 становника села Берковићи, Клачка, Љути До, Меча, источно од Стоца.[111]
- 26-28. јун 1941: Масовно хапшење и страдање дела становништва у селима у околини Мостара. Почев од 26. јуна усташе су ухапсиле већи број мушкараца у српским и етнички мјешовитим селима Бијело Поље, Раштане, Гнојнице, Ортијеш, Лакшевине, Мало Поље, Благај, Ходбина, Богодол, Пијеске, Баћевиће, Житомислић. У Пијесцима и Житомислићу страдало је око 50 мушкараца, укључујући и седморицу монаха из манастира Житомислић. Ова лица су убијена у близини Домановића и Близанаца. Из села Богодол убијено је 5 мушкараца и 4 жене (убијени су покрај села Градац у близини Широког Бријега). У селу Ходбина и Ортијеш убијена су шесторица мушкараца. Како истиче историчар Саво Скоко, ови догађаји су заустављени крајем јуна доласком у Мостар генерала Владимира Лаксе, Павелићевог опуномоћеника за Херцеговину. "Он је у циљу што брже пацификације побуњеног подручја, привремено обуставио покоље херцеговачких Срба и 30. јуна пустио на слободу око 300 људи", заточених у Мостару. Позната су имена извршилаца наведених злочина.[112]
- 27. јун 1941: Покољ над 137 локалних становника у Невесињу. Злочин је организовао усташки заповједник Фрањо Судар и у њему су учествовале локалне и западнохерцеговачке усташе. Познати су поименични подаци о страдалим лицима.[113]
- 27. јун 1941: Стријељање 4 комуниста хрватске националности у Загребу. Публиковани су поименични подаци о стријељаним лицима.[114]
- 27. јун 1941: Хапшење 25 српских мушкараца у Виском и њихово спровођење у логор Госпић. Публикована су имена ухапшеника. Већина је страдала у усташким логорима.[115]
- 27-28. јун 1941: Покољ над српским становништвом котара Столац на Видовом пољу покрај Стоца. Покољ су организовале локалне усташе и група усташких професионалних убица из Љубушког и Чапљине. Масовна хапшења на подручју столачког краја започела су 22. јуна 1941. и трајала су неколико дана. Према непотпуним подацима, позната су имена 96 становника столачког краја убијених на Видовом пољу. Ријеч је о одраслом мушком становништву Стоца и околних сеоских насеља: Попрати, Шћепан Крст, Ошанићи, Драговиље, Хргуд, Дабрица.[116]
- 27-28. јун 1941: Хапшење 27 становника Бијељине. Међу ухапшенима била је једна жена. Већина ухапшених (22) били су српске националности, док је 5 ухапшеника било јеврејског поријекла. Међу ухапшенима за 12 се наводи да су лишени слободе "као комунисти". Публикована су имена ухапшеника.[117]
- 29. јун 1941: Оловске усташе убиле 6 српских сељака из села Брда покрај Олова.[118]
- 30. јун-1. јул 1941: Из правца Чапљине и Стоца довезено око 90 Срба и убијено и бачено у јаму у непосредној близини самостана Хумац покрај Љубушког. Други извори помињу 86 страдалих, за које се претпоставља да потичу из околине Стоца.[119][120]
- 30. јун-1. јул 1941: Депортација око 1.500 српских становника са подручја Плитвичких језера и сеоске општине Личко Петрово Село, по наређењу усташког великог жупана Љубомира Кватерника. Дио становништва је протјеран у околину Босанског Петровца, а дио у правцу Босанског Грахова. У Боровачи покрај Босанског Грахова усташе на челу са Ноном Шарићем извршиле су силовање дијела прогнаних жена. Прогнано становништво је размјештено у селима у околини Грахова, а избијање устанка 27. јула 1941, спасило је животе прогнаницима, за разлику од већег броја њихових сусељана који су убијени у околини Бихаћа, крајем јула 1941.[121]

## Јул 1941.
- 1. јул 1941: Усташки покољ над становништвом села Доња Суваја, смештеном између Срба и Доњег Лапца. Овај покољ је најмасовнији усташки злочин над становништвом котара Доњи Лапац прије устанка 27. јула 1941. Усташе пристигле из Госпића убиле су 1. јула 1941, према подацима из зборника Котар Доњи Лапац у НОР-у (Карловац, 1985) најмање 161 становника овог села. Познати су основни подаци о свакој жртви. Тога дана усташе су у селу убиле укупно 70 дјеце до 15 година старости, 7 дјевојака и 39 жена.[88] Према подацима историчара Ђуре Затезала, овај злочин био је још масовнији. Он наводи да су усташе тог дана "убиле и ножем усмртиле 243 српска цивила од којих 118 дјеце, 75 жена и 50 мушкараца".[122] Приликом покоља над становницима Суваје, убијено је 45 чланова породице Кеча и 22 члана породице Ћопић. Одговорност за злочин сносе усташки велики жупан Љубомир Кватерник и Вјекослав Макс Лубурић, који је командовао јединицом која је извршила злочин.
- 2. јул 1941: Дан након покоља у селу Доња Суваја, усташе су упале у село Осредци (Лички Осредци) покрај Срба. Локално становништво је било обавијештено о покољу у Доњој Суваји и већина становника се склонила у шуму. Међутим, усташе су успеле да ухвате 13 житеља које су побили. Сутрадан су се усташе вратили у село и ухватиле 9 старијих особа које су такође ликвидирали.[88] Одговорност за злочин сносе усташки велики жупан Љубомир Кватерник и Вјекослав Макс Лубурић, који је командовао јединицом која је извршила злочин.
- 3. јул 1941: Покољ над становништвом села Бубањ покрај Доњег Лапца настављен је 3. јула 1941. Претходно су усташе већ убиле 10 становника Бубња. Тога дана у Бубњу убијено је 83 становника, претежно жена и дјеце. Међу убијенима било је 37 дјеце млађе од 15 година, 15 дјевојака и 28 жена. Злочин је извршен на врло свиреп начин, клањем и масакрирањем. Злочин су спровеле усташе из Доњег Лапца и Боричевца на челу са Винком Матаијом из Лапца и Милом Марковиновићем из Боричевца.[88] Одговорност за злочин сносе усташки велики жупан Љубомир Кватерник и Вјекослав Макс Лубурић, који је командовао јединицом која је извршила злочин.
- 6. јул 1941: Настављено протјеривање српског становништва из котара Подравска Слатина у Србију. Из Добровића је протјерано 70, а из Брезика 115 становника.[76]
- 7. јул 1941: Убиство 27 српских становника села Чукур на Банији. Злочин је извршен у Костајници. Лешеви жртва побацани су у ријеку Уну.[123]
- 8. јул 1941: Стријељање комунисте Будислава Борјана, предратног заточеника казнионице у Лепоглави.[124]
- 9. јул 1941: У Максимирској шуми покрај Загреба усташе стријељале 10 комуниста, претходно заточених у логору Керестинец. Ова група комуниста је из логора изведена 5. јула 1941. Између осталих, стријељани су: Аугуст Цесарец, Огњен Прица, Отокар Кершовани, Божидар Аџија.[125][126]
- 9. јул 1941: Оснивање усташког Сабирног логора у Славонској Пожеги. Логор је постојао до 22. октобра 1941, а дефинитивно је ликвидиран 18. новембра 1941. Заповедник логора био је сатник Иван Штир, а његов замјеник (побочник) усташа Емил Клаић. Кроз логор је прошло 8.178 лица. Већина ових лица су етапно боравили на овој локацији, на путу за Србију (ријеч је о принудно исељеном српском становништву са ширег подручја Славоније и сјеверне Босне) или је ријеч о протјераним Словенцима на путу за принудна мјеста боравка у НДХ. У логору је убијено најмање 438 лица српске националности.[127]
- 10. јул 1941: Убиство већег броја српских мушкараца покрај јаме Думан у близини Личког Лешћа. Према публикованим подацима, у ову јаму је бачено 3 становника Доњег Косиња.[6]
- 12. јул 1941: У селу Присоје покрај Дицма (котар Сињ) ухваћено 90 особа које су потом побијене.[78]
- 12. јул 1941: Покољ над становницима села Ћора и Бобери покрај Двора на Уни. Злочин је извршен у Крњајића потоку покрај Двора.[24]
- 13-14. јул 1941: Заточени комунисти из логора Керестинец извршили акцију бјекства из логора. Логорска управа и стража су савладани, али је бјекство било неуспешно за већину логораша због лоше организованог прихвата одбеглих. Усташе су извршиле потјеру за одбјеглим логорашима и већину побили или похватали. Потјерна одијељења била су многобројнија и далеко боље наоружана од одбјеглих логораша. Од стотињак бјегунаца 44 су ухваћени и након неколико дана стријељана на Дотршћини покрај Загреба, 12 је успјело да се извуче из обруча, а остали су погинули у борби.[125]
- средина јула 1941: Хапшење 27 чланова и симпатизера КПЈ у Огулину, међу којима је 26 било хрватске националности.[53]
- средина јула 1941: Масовна депортација српских мушкараца из села у Цазинској крајини у усташке логоре У Лици. Из Стабанџе одведено је 38, из Доброг Села 57, из Ивањске 42, из Перне 8, из Баштре 4, из Мразовца 4, из Босанске Крупе 4, из Осредка 3, из Велике Кладуше 3, из Љусине 2, из Отоке 2 и по 1 становник из Глинице, Варошке Ријеке, Рујнице, Мутника и Врела. Укупно: 171. Сви су страдали на стратиштима у околини Јадовног. Публиковани су поименични подаци о страдалима. Ово нису једини људски губици становништва ових насеља током љета 1941. Најодговорнији за спровођење ових злочина био је усташки функционер Љубомир Кватерник, велики жупан велике жупе Крбаве и Псата.[128]
- 17. јул 1941: У Дотршћини покрај Загреба стрељано 44 комуниста одбјегла из логора Керестинец.[129]
- 19. јул 1941: Почетак масовних хапшења и репресалија над становништвом Мостара. Хапшења су трајала до почетка августа и процењује се да је кроз усташки затвор у Мостару у том периоду прошло око 750 Мостараца српске, бошњачке, хрватске и јеврејске националности. Већина ухапшеника депортована је у логоре Госпић и Јадовно, где је убијена. Преживели заточеници мостарског затвора помињу интензивну тортуру у затвору. Најодговорнији за ову кампању злочина био је усташки повереник у Мостару, Иво Херенчић. Позната су имена организатора и извршилаца злочина на подручју Мостара.[130]
- 19-20. јул 1941: Транспорт 17 заточеника српске националности из усташког затвора у Огулину у усташки логор у Госпићу. Већина заточеника били су становници Плашког. Међу затвореницима налазили су се и епископ горњокарловачки, Сава Трлајић, тројица свештеника, као и двојица чланова КПЈ. Сви ће страдати као заточеници логора у Лици.[131]
- 21. јул 1941: У котару Велика Кладуша отпочела масовна хапшења српских цивила. Најприје је 21. јула 1941. ухапшено 30 особа које су спроведене у логоре у Лици, гдје су погубљени, а наредних дана услиједила су масовна хапшења свих одраслих мушкараца од којих су многи убијени.[132]
- 22. јул 1941: Стријељање 6 комуниста у Сиску, међу којима је 5 било хрватске, а 1 српске националности. Публикована су имена страдалих.[133]
- 22-23. јул 1941: Усташке власти у Копривници ухапсиле су све копривничке Јевреје и изоловали их у логору Даница. Укупно је ухапшено 213 особа, оба пола и свих доба старости. Убрзо су из Данице транспортовани у логор Јастребарско, затим у Госпић, а потом у Крушчицу код Травника, одакле су мушкарци одведени у Јасеновац, а жене у Лоборград. Готово сви мушкарци поубијани су у Јасеновцу, а од жена и дјеце, који су 8. јуна 1942. из Лоборграда одведени у Аусцхwитз, нико се није вратио.[4]
- 22-23. јул 1941: Усташке власти у Лудбрегу покрај Вараждина ухапсиле су 29 јеврејских и 26 српских становника и депортирали их у логор Даница, одакле су упућени у друге логоре НДХ. Ова лица су углавном страдала у Јадовном, Метајни, Јасеновцу, Старој Градишки и Лепоглави.<реф наме="Шкиљан 2010а, 95"/> Публикована су имена страдалих. Ухапшени Јевреји су били становници Лудбрега, а ухапшени Срби становници лудбрешких села Чуковец и Торчец. Јевреји су похапшени сви, без обзира на пол и старост, а српски ухапшеници су били искључиво одрасли мушкарци.[134]
- 23-24. јул 1941: Усташе похапсиле око 150 мјештана Босанског Петровца и околине и потом их стријељали у близини овог мјеста.[135]
- 24. јул 1941: Хапшење око 120 српских мушкараца у селима у околини Босанске Крупе: Врањска, Мркоњић, Вучијак, и друга. Масовном хапшењу је претходио отпор и убиство једног усташе током претходног хапшења. Ухапшеници су спроведени, како се истиче у литератури, у Карлобаг, гдје су побијени.[136]
- 24. јул 1941: Транспорт 31 Јевреја и 8 "Срба-комуниста" из Бања Луке у логор Госпић. Публикована су имена транспортованих лица.[137]
- 24. јул 1941: Транспорт 26 јеврејских и 30 српских цивила из Сиска у логор Госпић. Публикована су имена транспортованих лица.[137]
- 24. јул 1941: Стријељање 7 комуниста у Карловцу, од којих су петорица били хрватске, а двојица српске националности. Публикована су имена страдалих.[138]
- 24-27. јул 1941: Покољ у Банском Грабовцу покрај Глине. У Банском Грабовцу су 24. јула 1941, непосредно послије устаничке оружане акције, концентрисане знатне усташке снаге, из Петриње, Глине и Загреба, под руководством Божидара Церовског, шефом Равнатељства усташког редарства из Загреба. Усташе су извршиле хапшења српских мушкараца у котаревима Глина и Петриња. Ухапшеници су потом одведени у Бански Грабовац гдје су убијани од 25. до 27. јула 1941. Такође, у Бански Грабовац спроведени су и заточеници усташких затвора из Сиска, Петриње, Глине, Костајнице и Двора. У литератури се наводи да је само из усташког затвора у Сиску допријемљено око 100 затвореника. Процјењује се да је тада ухапшено или доведено из затвора око 1.285 људи. Око 800 је убијено и покопано у три велике масовне гробнице у шуми недалеко од жељезничке станице Бански Грабовац, а преостали су одведени у логор Јадовно, гдје су убијени. Највише похватаних било је са подручја котара Глина: из села Драготина - 146, из Класнића - 72, из Дабрине - 30, из Бузете. Усташе су извршиле хапшења српских мушкараца и у сеоским општинама Бански Грабовац, Краљевчани и Мали Градац. Помиње се, без навођења поименичних података, да је на подручју котара Глина, 24-27. јула 1941, ухапшено 782 лица. Ликвидацијама је присуствовао и Еуген Дидо Кватерник. Злочин је преживио Ананије Штековић који је послије рата свједочио о свом искуству.[139]
- 25. јул 1941: Хапшење 32 српска сељака у селу Клишевић између Бихаћа и Кулен Вакуфа. Хапшење је наредио усташки начелник сеоске општине Липа, Џафер Ибрахимпашић. Ухапшеници су одведени у сусједно село Ћукови гдје су тучени, а потом у Рипач гдје су побијени на локацији Забарице.[140]
- 26. јул 1941: Транспорт 47 Срба из Сиска у логор Госпић. Публикована су имена транспортованих лица.[137]
- 26. јул 1941: У селу Бунић, покрај Коренице, у згради жандармеријске станице, усташе су 26. јула 1941. масакрирале 80 житеља, међу којима неколико десетина становника села Љубово покрај Бунића. Ускоро је почетком августа услиједио и злочин на православном гробљу у истом селу када је убијено неколико десетина људи.[141]
- 26. јул 1941: Убиство 12 српских становника села Пољани покрај Топуског, укључујући и убијање жена. Злочин су извршиле усташе из Топуског и околних села. Истог дана усташе су у Пољанима ухапсили 34 становника који су недуго потом страдали у покољу у православној цркви у Глини. Публиковани су поименични подаци о страдалима.[142]
- 26. јул 1941: Локалне усташке власти у Гарешници депортовале 15 српских мушкараца из Гарешнице и околних села у логор Госпић.[143]
- 26. јул 1941: Најмасовније хапшење српских и јеврејских мушкараца у Карловцу. Према подацима историчара Ђуре Затезала, у логору Јадовно убијена су 82 становника Карловца ухапшена овог датума и по 1 становник ухапшен 25. јула и 27. јула 1941. Публиковани су подаци о 153 становника Карловца који су страдали у логору Јадовно.[25]
- 26. јул - 2. август 1941: Злочини над Србима у котару Вргинмост. Поименице су познати подаци о 881 страдалих лица, убијених у овим околностима: општина Топуско - 640, општина Бовић - 126, општина Вргинмост - 74, општина Ласиња - 23, општина Чемерница - 18. Већина ових лица убијена су на стратиштима у околини Топуског, а око 200 лица је заклано у Богородичиној цркви у Глини.[144] У кампањи усташких злочина геноцида над становништвом Кордуна, од 24. јула до 8. августа 1941, на подручју котара Вргинмост убијено је 2.225 лица српске националности.[145]
- 26-27. јул 1941: Наставак протјеривања српског становништва са подручја котара Подравска Слатина у Србију. Из Воћина је принудно расељено 27, а из Миљеваца 20 становника.[146]
- 27. јул 1941: Покољ над српским становништвом сеоске општине Личко Петрово Село. Покољ над становништвом сеоске општине Личко Петрово Село у најинтензивнијем облику догодио се 27. јула 1941. када је у седам села ове општине, укључујући Личко Петрово Село, Жељаву, Решетар, похапшено 313 мушкараца и одвежено камионима и на бруталан начин побијено у Гаравицама покрај Бихаћа. Убијени мушкарци су се одазвали позиву усташких власти на јавне радове и похватани су на превару. Најодговорнији за спровођење ових злочина био је усташки функционер Љубомир Кватерник. Након овог покоља локално становништво се више није одазивало лажним позивима на јавне радове, поготово с обзиром на то да почетком августа 1941. на подручју котара Кореница избија народни устанак под руководством комуниста, који ће ускоро попримити карактер партизанског рата.[147]
- 27. јул 1941: Хапшење и убијање око 100 српских мушкараца у Кленовцу покрај Босанског Петровца. Хапшења мушкараца у Бравском вршена су и наредних дана. Један дио мушкараца убијен је колективним спаљивањем. Наредних дана усташе су извршили убијање локалних жена и дјеце, који су се окупили да сахране мртве. Ухапшене жене и дјеца убијени су колективним спаљивањем. Овом приликом убијено је око 85 лица, како се наводи у литератури. Ове злочине извршили су усташе пристигли из Бања Луке и Санског Моста.[148]
- 27-31. јул 1941: Страдање више стотина српских становника на подручју Кључа. Страдали су становници околних села настањених српским становништвом, али и становници града Кључа. Према подацима из литературе, у овом интервалу забиљежено је убијање већег броја мушкараца у микрорегиону Саница покрај Кључа. Страдали су становници слиједећих насеља: Биљани Доњи, Биљани Горњи, Будељ Горњи, Корјеново, Пиштаница, Присјека Доња, Присјека Горња, Саница, Саница Доња, Саница Горња и Завоље. У коришћеној литератури се не наводи број страдалих. Убиствима је претходило колективно хапшење српског становништва на овом подручју, без обзира на пол и узраст, почев од 27. јула. Међутим, иако су били ухапшени, жене и дјеца у овим селима су поштеђени убијања.[148] Такође, убијање српског становништва спровођено је и у граду Кључу. Подаци о броју страдалих на подручју Кључа и околине, од 27, јула до 2. августа 1941, нису прецизни и варирају у изворима. У коришћеној литератури се наводи да је посљедњих дана јула 1941. на подручју Кључа и околних села убијено од стране усташа 902 лица.[149] Извори НДХ провенијенције спомињу различите бројке стријељаних: од 400[150] do 500 lica iz Ključa i okolnih sela.[151] Према постојећим подацима, извршиоци ових злочина били су припадници 5. јуришне усташке сатније из Загреба, на челу са натпоручником Јосипом Курелцем, као и локалне усташе.[149]
- 27-28. јул 1941: Покољ над становништвом села Мељиновац покрај Доњег Лапца. На дан устанка народа котара Доњи Лапац и народа Лике, који се везује за ослобођење Срба, 27. јула 1941, усташе из Боричевца и Кулен Вакуфа, упали су у село Мељиновац и убили дио становника на лицу мјеста, а остатак заробљеника одвели су у Заваље и 28. јула 1941. убили их покрај јаме Делић. Публиковани су поименични подаци о 82 убијена становника Мељиновца у ова два дана.[152]
- 27-28. јул 1941: У селима око Гламоча усташе су ухапсиле око 200 Срба, а у самом мјесту око 20. Ухапшеници су потом одведени и убијени покрај једне јаме у близини пута Гламоч-Ливно. У данима након овог злочина, ливањске и бугојанске усташе су извршиле покоље над становништвом српских села Подградина и Врба. Поједини извори процјењују да је у овој кампањи убијања у котару Гламоч убијено око 500 људи.[153]
- 27. јул - 2. август 1941: Страдање становника села Решетар (котар Кореница). У раздобљу од 27. до 30. јула усташе су на стратишту Гаревице покрај Бихаћа убили 55 мушкараца из Решетара, а истовремено на стратишту покрај села Пријебој, од 27. јула до 2. августа, убили су 31 мушкарца из Решетара. Публиковани су поименични подаци о страдалима.[154]
- 28. јул 1941: Хапшење око 60 одраслих мушких становника, српске националности, у селу Кљевци покрај Санског Моста. Хапшење је извршено на превару од стране локалних усташа из Кљеваца. Ухапшеници су спроведени у усташки затвор у Санском Мосту и убрзо су убијени.
- 28. јул 1941: Хапшење 76 српских мушкараца у селу Пониквари покрај Топуског од стране усташа из Пониквара и Топуског. Ухапшеници су затворени у Топуском и недуго потом су страдали у покољу у православној цркви у Глини. Сутрадан, 29. јула, усташе су ухватиле 8 жена из Пониквара које су носиле храну мужевима и очевима у Топуско и поклали их у шуми Каурић јарак. Публиковани су поименични подаци о страдалима.[155]
- 28. јул 1941: Хапшење 23 српска мушкарца у Топуском. Претпоставља се да су ова лица убијена у логору Јадовно. Публиковани су поименични подаци о страдалима.[156]
- 28. јул 1941: Усташе убиле око 50 становника села Полача покрај Книна.[157]
- 28. јул 1941: Усташе убиле 17 Срба из Грубишног Поља и околних села.[158]
- 28. јул 1941: Почетак вишедневних масовних злочина над српским становништвом котара Ливно. Према непрецизним изворима побијено је на стотине становника села у Ливањском пољу: Доњи Рујани, Горњи Рујани, Чепразлије, Голињево, итд. Убиства су вршена без обзира на пол и старост становништва. Ликвидације су вршене у близини села Полог на обронцима Динаре.[159]
- 28. јул - 3. август 1941: Страдање српског становништва Старог Села покрај Топуског. Усташе су одговорне за смрт 601 становника Старог Села током Другог свјетског рата. На излазу из Старог Села према Топуском, у Дугачкој Луци, у времену од 28. јула до 3. аугуста 1941, усташе су убиле око 250 локалних сељака, а на локалитету Бобића обала, према Врнограчи, истовремено, 28. и 29. јула усмртили су 36 мјештана међу којима је било 16 дјеце. Починиоци злочина били су усташе из засеока Бијељевине покрај Старог Села као и усташе из Топуског и околине. Публиковани су поименични подаци о страдалима.[160][161]
- 29. јул 1941: Први масовни усташки покољ над становништвом котара Војнић. Злочин је извршен у селу Крњак, на стратишту Ивановић јарак, гдје је побијено око 96 лица са подручја котара Војнић и Вргинмост. Најодговорнији за спровођење овог злочина били су Божидар Церовски, изасланик равнатељства за јавни ред и сигурност НДХ и усташки повјереник општине Крњак Драгутин Муић из Вукманића. Тројица мушкараца успјела су побјећи са стратишта и оставили су свједочење о овим догађајима.[162]
- 29. јул 1941: Убиство 8 мушкараца из села Љубово покрај Коренице. Њихова тијела бачена су у јаму на Пријебоју, у близини Плитвица. Публикована су имена страдалих. Према доступним подацима у ову јаму је крајем јула 1941. бачено 119 особа са подручја Лике.[163]
- 29. јул 1941: Упад усташа из Глине у села у околини Вргинмоста. У Козарцу је ухваћено 11, у Бовићу 20, у Стипану 15, а у Голињи 10 одраслих мушкараца који су убијени у Прекопи покрај Глине. Публиковани су поименични подаци о страдалима.[164][165]
- 29. јул 1941: Злочин усташа из Глине и околних села над становништвом српских села Доње Селиште, Горње Селиште, Шибине и Балинац покрај Глине. Убијен је већи број мушкараца и жена.[166]
- 29-30. јул 1941: Покољ у глинској цркви. Усташе су од 26. до 28. јула 1941. похватале већи број српским мушкараца на подручју Топуског и Чемернице. Ухапшеници су потом транспортовани у Глину гдје су ликвидирани клањем у тамошњој православној цркви. Према доступним подацима, у цркви у Глини 29-30. јула 1941. заклано је најмање 203 лица. Од овог броја 65 су били становници Гређана, 6 Катиновца, 9 Мале Врановине, 26 Пољана, 63 Пониквара, 2 Старог Села, 22 Топуског, 9 Чемернице и 1 Маличке.[167]
- 29-30. јул 1941: Усташе убиле 38 Срба са подручја Класнића, Малог Градца и Обљаја, котар Глина, ухапшених почев од 27. јула 1941. Злочин је извршен на локалитету Латиново, између села Маринброд и Ново Село Глинско.[168]
- 30. јул 1941: Хапшење 16 сељака из Доњих Дубрава на сајму у Огулину. Похапшени сељаци су убрзо убијени.[169]
- 30. јул 1941: Убиство већег броја српских цивила са подручја Слуња на стратишту Мехино стање, између Слуња и Велике Кладуше. Публиковани су поименични подаци о страдању 18 српских мушкараца из Цетинграда, 37 мушкараца из села Маљевац, 36 мушкараца из села Рушевица и 5 мушкараца из села Грабарска.[170] Други извори наводе да је на стратишту Мехино стање 30. јула 1941. убијено између 130 и 150 мушкараца. Инспиратор овог злочина био је Божидар Церовски.[171]
- 30. јул 1941: Убиство 161 српског мушкарца из села у околини Слуња на брду Близница покрај села Броћанац. Злочин су извршили усташе и питомци дочасничке школе из Загреба, затим усташе из Глине и Петриње које је довео у Слуњ замјеник равнатељства за јавни ред и сигурност НДХ, Божидар Церовски, те усташе и оружници из Слуња и Раковице, којима је руководио усташки официр Витал Баљак. Убиствима је присуствовао Божидар Церовски лично. Жртве су потицале из села: Броћанац, Дујић Брдо, Брезовац, Нова Кршља, Оштарски Станови, Мочила и Стара Кршља. Око 90 жртава бачено је у јаму Шпејарка на брду Близница, а истог дана је у близини јаме убијен 71 мушкарац. Овај злочин је преживио Милан Квочка из Броћанца о чему је свједочио након рата.[172][173]
- 30. јул 1941: Убиство већег броја српских мушкараца из села у околини Слуња у мјесту Лађевац. Публиковани су подаци о 38 убијених из села Збјег, 17 из села Фурјан, 13 из села Слушница, 9 из села Тоболић, 6 из села Тржић, 2 из села Зечева Варош.[174]
- 30-31. јул 1941: Масовно хапшење јеврејских мушкараца у Осијеку. У литератури се спомиње хапшење око 500 осјечких Јевреја у овим околностима. Ухапшеници су затворени у осјечкој Тврђи и, потом, 8-9. августа 1941. транспортовани у сабирни логор „Загребачки збор“, а затим у логор у Госпић те неколико дана касније из Госпића одведени у логор Јадовно, гдје су усмрћени.[175]
- 30-31. јул 1941: Убиство 30 српских сељака из Плашког и села у сјеверној Лици (Јања Гора, Међеђак, Кунић, Латини, Подхум, Језеро). Убијени сељаци су ухапшени на сајму у Огулину 30. јула и ликвидирани су у ноћи између 30. и 31. јула 1941. под Клеком код Огулина. Публиковани су поименични подаци о страдалима.[176]
- 30-31. јул 1941: Усташе из села Бучица, покрај Глине, уз помоћ усташа пристиглих из Загреба, ухватиле 72 српска сељака са подручја сеоске општине Бучица (села: Горње Табориште, Доње Табориште, Доња Трстеница. Од овог броја ухапшених 24 шаљу за Глину (гдје ће ускоро бити погубљени), а осталих 48 убијају у шуми Кобиљача.[168][177]
- 31. јул 1941: Усташе из села Бучица, покрај Глине, ухватиле у Доњој Бучици и истог дана убиле 19 српских, 11 ромских и 3 хрватска становника.[177]
- 31. јул 1941: Према наређењу Јуре Францетића, усташког повјереника за Босну и Херцеговину, од 31. јула 1941, на подручју котара Љубиње ухваћено је 235 лица српске националности, углавном жена и дјеце. Према подацима Велике жупе Дубрава, од овог броја ухапшених, у логор Госпић упућено је 145 лица.[178]
- 31. јул 1941: Убиство 41 српског мушкарца из села Голиња (котар Вргинмост). Убиство су извршиле усташе из суседног села Бучица на челу са Милом Ишеком. Злочин је извршен у шуми Кобиљача. Два дана пре овог догађаја (29. јул 1941) страдало је 10 становника Голиње. Њих су похватале усташе у Бовићу и Козарцу и заједно са становницима ова два села побили у Прекопи покрај Глине, тако да је село Голиња 29-31. јула 1941. изгубило 51 одраслог мушког становника. Публиковани су поименични подаци о страдалима.[179][180]
- 31. јул 1941: Убиство 43 српска мушкарца из села у околини Слуња на локалитету Табориште недалеко од Слуња. Већина убијених ухваћени су истог дана на сајму у Слуњу и потицали су из Маљевца, Рушевице, Брезовца, Доњег Кремена, Горње Глине, Миљевца,Цвијановић Брда, Косјерског Села, Кутање, Рабиње, Сноса, Стојмерића, Глинице, Црног Врела, Српског Благаја, Гробника, Доњег Примишља, Дворишта, Кестеновца и Блата код Плашког. Према изјавама починилаца злочина, жртве су живе бачене у јаму Вртача на Таборишту. Инспиратори злочина били су усташки натпоручник Јуре Кутњак и усташки емигрант Младен Марковић. Позната су имена дијела починилаца злочина. Злочин је преживио Милутин Ловрић који је о овом догађају свједочио након рата[172]
- 31. јул 1941: Стријељање 15 становника села Бобота покрај Вуковара на локалитету Дудик на ободу Вуковара. Ова лица ухапшена су 26. јула 1941. приликом рације у Боботи. Злочин је спроведен под оправдањем кажњавања "помагача организиране комунистичке завјере". Публикована су имена страдалих.[181]
- 31. јул 1941: Убиство 74 српска становника села Плоча покрај Грачаца, без обзира на пол и старост. Публиковани су поименични подаци о страдалима.[182]
- крај јула 1941: Масовно страдање српског становништва Цазинске крајине на стратишту Гаравице покрај Бихаћа. У питању су злочини над одраслим мушким становништвом, да би од почетка августа 1941. усташе започеле истребљење цјелокупног српског становништва на овом подручју. Публиковани су поименични подаци о страдању становништва Цазинске крајине на Гаравицама, крајем јула 1941. Котар Бихаћ: Доња Гата (64), Горња Гата (22); котар Цазин: Буковица (23), Рујница (89), Градина (14), Врело (23), Мутник (1). Познат је датум страдања мушког становништва цазинских села Крндија (35) и Тржачка Раштела (23) на Гаравицама (31. јул 1941). Најодговорнији за спровођење ових злочина били су усташки функционер Љубомир Кватерник, велики жупан велике жупе Крбаве и Псата, и усташки поручник Енвер Капетановић. Злочине су извршили усташе са подручја Бихаћа и Цазина.[183]
- крај јула 1941: Масовно страдање српског становништва Цазинска крајинае на стратишту Вучја јама у шуми Осој недалеко од села Врста покрај Бихаћа. У питању су злочини над одраслим мушким становништвом. Публиковани су поименични подаци о страдању становништва Цазинске крајине на овом стратишту, крајем јула 1941. Котар Цазин: Мутник (25), Ћоралићи (15), Селиште (13), Рујница (8), Градина (6), Јанковац (7), Злопољац (6), Буковица (5). Котар Бихаћ: Доња Гата (5), Горња Гата (2), Врста (4), Бугар (1). Са стратишта су успјели побјећи Ђука Петковић и Ђуро Мудринић, који су послије рата свједочили о свом искуству. Најодговорнији за спровођење ових злочина били су усташки функционер Љубомир Кватерник, и усташки поручник Енвер Капетановић. Злочине су извршили усташе са подручја Бихаћа и Цазина.[184]
- крај јула 1941: Масовно страдање српског становништва на подручју котара Бихаћ. Усташе су претходно (24. јуна 1941) протјерале цјелокупно српско и јеврејско становништво из града Бихаћа. Најинтензивнији злочини на подручју источног дијела котара Бихаћ (села источно од десне обале Уне) дешавају се од 27. јула 1941. Тада је у селу Рипач ухапшено 19 мушкараца, у Хргару 10, у Притоци око 150, у Липи 32, у Рипчу, Голубићу и околним селима око 30, а у Рачићу и Лохову око 400. Дио ухапшеника је убијен на Забарицама покрај Рипча, дио у Кулен Вакуфу, а највећи број у Гаравицама покрај Бихаћа, крајем јула и у прва два дана августа 1941. Многи су искусили боравак и мучење у усташком затвору Кула у Бихаћу. Најодговорнији за спровођење ових злочина били су усташки функционер Љубомир Кватерник, и усташки поручник Енвер Капетановић.[185]
- крај јула 1941: Масовно страдање српског становништва са подручја котара Босанска Крупа. Хапшења су најприје започела у Босанској Крупи гдје су похапшени локални српски становници, укључујући читаве породице. Затим су хапшења настављена 25. јула у оближњим селима, нарочито у Врањској. Током 28. јула, када је био пазарни дан, у Крупи су ухапшено око 80 српских сељака из околине (Мали Радић, Хашани, Суваја, Војевац, Гудавац, Средњи Бушевић, Горњи Бушевић, Велики Дубовик, Мали Дубовик, Јасеница). Злочини су спровођени у селима, на лицу мјеста, у Босанској Крупи, као и на стратишту на Црном језеру. Дио убијених побацан је у ријеку Уну.[186] Публиковани су поименични подаци о страдању српског становништва у селима на лијевој обали Уне у котару Босанска Крупа: Перна (46), Подгомила (81), Пишталине (15). Сем становништва са лијеве обале Уне, страдало је и становништво котара Босанска Крупа са десне обале ове ријеке. Такође, публиковани су поименични подаци о 302 страдала лица српске националности, који су били становници града Босанска Крупа, а који су живот изгубили 1941. Већина њих страдала је крајем јула и почетком августа 1941.[187] Усташе су 28. јула 1941. похватале око 120 српских мушкараца са подручја села у источном дијелу котара Босанска Крупа: Јасеница, Велика Јасеница, Гориња, Бенаковац. Ови људи су потом одведени у Босанску Крупу гдје су мучени у импровизованим усташким затворима и потом побијени у граду, а дијелом и на Црном језеру.[188] Злочин на стратишту Црно језеро преживео је Раде Бркић из Јелашиноваца, касније проглашен за народног хероја као партизански борац, који је послије рата свједочио о свом скуству.[189] Најодговорнији за организовање ових злочина били су усташки велики жупан Љубомир Кватерник и усташки логорник у Босанској Крупи Хусејин Муратбеговић, а за спровођење злочина најодговорнији су били усташки поручник Енвер Капетановић и усташки натпоручник Никола Орешковић.[187]
- 31. јул - 1. август 1941: Убиство већег броја српских становника на подручју Приједора и околних села. Публиковани су поименични подаци о 220 убијених лица који су страдали у Приједору, међу којима је био велик број жељезничких радника, укључујући и становнике околних насеља. Усташе су блокирале град и похапсиле одрасле српске мушкарце. Убиства су вршена на неколико локација у граду и у непосредној околини града. Према доступним подацима усташе су посљедњих дана јула 1941. ухапсили око 60 рудара српског поријекла у руднику Љубија, који су касније депортовани у логор Јасеновац. Ово нису једини злочини усташа на подручју котара Приједор крајем јула и почетком августа 1941. Према подацима Државне комисије за утврђивање злочина окупатора и њихових помагача, на подручју котара Приједор у ових неколико дана убијено је око 700 људи. Злочини су настављени у околини Козарца и Омарске у првим данима августа 1941.[190]
- 31. јул - 2. август 1941: Убиство 168 становника са подручја Омарске и околних села. "Само у Нишевићима убијено је 44 становника као одмазда због рушења жељезничке пруге између Пискавице и Омарске."[191]
- 31. јул - 2. август 1941: Усташка јединица стационирана у Козарцу покрај Приједора извршила масакр над већим бројем становника из 13 села котара Приједор на локацији Заједнице покрај Козарца (укупно: 173 мушкарца). Публиковани су подаци о страдању становништва по сеоским насељима: Бабићи (17), Балте (5), Бистрица (4), Дера (17), Доњи Гаревци 22, Горњи Гаревци (13), Доњи Орловци (7), Јаруге (14), Камичани (5), Козарац (3), Ламовита (32), Петров Гај (3), Трнопоље (30). Према подацима из литературе, ово није коначан број убијених лица на локацији Заједнице покрај Козарца, у ова три дана. Наводи се претпоставка да је на овој локацији убијено 487 људи.[192]
- 31. јул - 2. август 1941: Страдање српског сеоског становништва на подручју котарева Костајница и Петриња. Са подручја сеоских општина Мајур и Стаза, покрај Костајнице, одведена су 72 мушкарца и убијена на локацији Бајића јаме покрај Костајнице. Усташе из Суње врше хапшења на подручју општина Суња и Мала Градуса и стријељају ухапшенике на локацији Мрциниште у Суњи. Усташе из Костајнице хватају мушкарце из села Чукур и одводе их на стратишта Бајића јаме и Стеваново брдо, гдје их стријељају. Због ових хапшења маса српског становништва са подручја котарева Глина, Петриња и Костајница потражила је уточиште у збјегу на гори Шамарици под заштитом устаничког одреда.[139]

## Август 1941.
- почетак августа 1941: Основан логору Крушчица покрај Витеза. Прво је у логору заточено неколико десетина Срба који су убрзо (5. август 1941) побијени. Потом је у логору заточено око 3.000 Јевреја, претежно из Сарајева.[193][194]
- почетак августа 1941: Усташе из околине Костајнице извршиле хватање око 40 српских становника села Кукурузари. Како се наводи у литератури, у хватању локалних Срба учествовао је и жупник из Кукурузара, Антун Лизатовић, припадник усташког покрета. Ухапшена лица потом су побијена у на масовном стратишту Бајића јаме покрај Костајнице.[195]
- почетак августа 1941: Усташе предвођене Леоном Тогоналом извршиле напад на неколико села у околини Љубиња. Спаљени су Банчићи, Поцрња и Пустипуст, а убијено је 13 лица, махом из Банчића.[196]
- 1. август 1941: Прво масовно стријељање у Сарајеву усташе су извршиле 1. августа 1941. у знак одмазде због диверзије у жељезничкој радионици. Тада је стријељано 20 талаца (комуниста и симпатизера КПЈ; 12 српске и 8 јеврејске националности) и одведено у логоре око 30 симпатизера КПЈ, различитих националности. Током наредна два мјесеца стријељано је двадесетак других комуниста и симпатизера КПЈ, укључујући народног хероја Радојку Лакић.[197][198]
- 1. август 1941: Страдање српских становника етнички мјешовитих села Цебаре и Бришник покрај Дувна. Настрадале су читаве породице. Жртве су побацане у јаму Слипица. Злочином је руководио Маријан Прањић, усташа из Бришника. Доступни извори процијењују да је страдало око 130 лица.[199]
- 1. август 1941: Убиство око 80 српских становника мјеста Добрљин, између Босанског Новог и Босанске Костајнице.[200]
- 1. август 1941: Убиство око 50 српских сељака из околине Љубије покрај Приједора. Овај број страдалих спомињу извори НДХ поријекла.[201]
- 1. август 1941: Убиство 19 српских мушкараца из села Комић и једног мушкарца из села Курјак (котар Удбина). Злочин су извршиле усташе из Ловинца. Публикована су имена страдалих. На подручју котара Удбина усташе су до избијања партизанског устанка, дакле, до почетка августа 1941, убиле 185 лица: Висућ (17), Јошан (18), Мекињар (30), Толић (8), Крбава (12), Сврачково Село (13), Средна Гора (6), Курјак (8), Чојлик (5), Ребић (2), Удбина (20), Мутилић (21), Комић (19), Ондић и Крчана (4). Међу овим лицима било је 165 мушкараца и 20 жена. Већина је убијена у сеоским атарима, а 46 их је страдало у логорима у Лици (Госпић, Јадовно).[202][203]
- 1. август 1941: Хапшење 25 Јевреја у Крижевцима. Од овог броја само је 9 преживјело рат. Остали су страдали у логорима на територији НДХ.[4]
- 1. август 1941: Хапшење око 250 српских жена и дјеце из Топуског и околних села и њихово затварање у усташком затвору у Топуском. Заточеници су били подвргнути тортури, а поједине заточенице су силоване. Након десетак дана један дио ухапшеника је пуштен.[204]
- 1. август 1941: Хапшење 30 српских мушкараца у Бијељини који су истог дана изоловани у локалном усташком затвору. Истог дана у затвор је допремљено и 15 српских мушкараца из села Попови. Ухапшеници су сутрадан депортовани у усташки логор у Госпићу. Један дио ухапшеника из Бијељине убијен је у логору Јадовно, а остали су спроведени у логор Јасеновац. Четворица грађана Бијељине, ухапшених 1. августа 1941, пуштени су из јасеновачког логора 30. марта 1942. Публикована су имена 30 ухапшеника из Бијељине.[205] Публиковани су подаци о 111 становника котара Бијељина који су убијени у усташким логорима у Лици, у љето 1941.[25]
- 1. август 1941: "Првог августа 1941. покупљени су сви Јевреји у срезу жепачком, гдје је живјело око 250 Јевреја, и то у Завидовићима око 170, у Беговом Хану 20, а 60 у Жепчу. Остало је свега 2 Јевреја јер су живјели у мјешовитом браку. Из логора се вратило 5, из избјеглиштва 6. Јевреји Жепча страдали су у логорима Јасеновац и Стара Градишка. Сви су завршили свој живот 27. децембра 1941."[206]
- 1. август 1941: Хапшење већег броја мушкараца српске и јеврејске националности у граду Високо. Ухапшеници су потом транспортовани у усташке логоре у Лици гдје су убијени током августа 1941. Према подацима историчара Ђуре Затезала, у логору Јадновно убијена су 62 становника Високог, при чему се за 47 лица наводи да су ухапшена 1. августа 1941. Од 62 Височана убијена у Јадовном, 16 су били јеврејске, а 46 српске националности. Публиковани су поименични подаци о страдалима.[25] Преостали јеврејски мушкарци из Високог одведени су у логор Јасеновац, 30. октобра 1941, а њихове жене и дјеца транспортовани су у логор фебруара 1942. Од 199 предратних Јевреја у Високом рат је преживјело само 18 особа.[207]
- 1-2. август 1941: Масовно страдање српског становништва Цазинске крајине. Публиковани су поименични подаци о страдалима по насељима. Котар Босанска Крупа: Перна (22), Пишталине (174), Подгомила (1). Котар Цазин: Осредак (69), Селиште (2), Крндија (3), Врело (18), Градина (15), Црнаја (26). У овом насељима забиљежена су масовна страдања мушког становништва и крајем јула 1941. Већина лица која су страдала 1-2. августа 1941, убијени су у Цазину и на стратишту Мацини долови на Гњилавцу, недалеко од Цазина, као и на стратиштима на Чонгуру, Ћајином потоку и Пивници, такође покрај Цазина. Најодговорнији за организовање ових злочина био је усташки велики жупан Љубомир Кватерник, а најодговорнији за извршавање злочина били су Але Османовић, усташки логорник у Цазину, Химзо Хаџић, усташки поручник, Енвер Капетановић, такође усташки поручник. Почетком септембра 1941, преживјело становништво Перне, Пишталина, Подгомиле и Ћојлука (котар Босанска Крупа) прешло је на десну обали Уне, на слободну територију Подгрмеча. Ова села су опљачкана и спаљена.[208]
- 1-2. август 1941: Убиство петоро чланова породице Главина у селу Дубљани у Поповом пољу у Херцеговини. Позната су имена починилаца злочина.[209]
- 1-2. август 1941: Страдање становништва са подручја Босанске Дубице. Најприје је од стране усташа извршен напад н село Новоселци 1. августа, када је у селу убијено 7 мушкараца и ухваћено 24 мушкарца које су ликвидирани у Босанској Дубици. Наредног дана усташе су поново извршили напад на село и убили 4 мушкарца. У селу Шпиља убили су 6 становника (3 жене и 3 мушкарца), а у селу Вриоци такође 6 лица, међу којима једну жену. Публиковани су поименични подаци о страдалима.[200]
- 1-3. август 1941: Страдање становника Стоца. Усташе су најпре 1. августа убиле 7 болесника српске националности из столачке болнице, да би сутрадан убили 18 становника Стоца, углавном мушкараца. Ова лица су убијена тако што су жива бачена у бездан на Бивољем брду покрај Домановића. Потом су 3. августа столачке усташе похватале жене и дјецу побијених столачких Срба с намјером да и њих ликвидирају. Међутим, овај злочин су спријечили домобрани пристигли из Мостара. Неколико лица је пуштено кућама, док су остали (укупно 59 особа) спроведени од стране домобрана у Мостар, а одатле интернирани у логоре. Од ове групе рат је преживјело само три особе, док су остали страдали у логору Јасеновац.[210]
- 1-3. август 1941: Хапшења српског становништва на подручју Добоја и околних села и њихова интернација у логоре. Према свједочењу преживјелог ухапшеника, у Добоју је 1. августа 1941. ухапшено 28 лица који су потом транспортовани у усташке логоре у Лици (претежно су убијени у логору Јадовно). Затим је 2. августа ухапшено 20 становника села Кожухе покрај Добоја, који су такође депортовани у логоре. Наредног дана, 3. августа, 39 српских породица из Добоја је депортовано у Славонску Пожегу, а одатле, како се истиче у извору, у Србију.[211] Према подацима историчара Ђуре Затезала, у логору Јадовно поименице је страдало 50 особа са подручја котара Добој (46 Срба, 4 Јеврејина и по 1 Хрват и Бошњак).[25]
- 1-3. август 1941: Убиство најмање 46 српских становника села Липе покрај Госпића, без обзира на пол и старост. Злочин се догодио у селу Липе. Село је имало укупно 92 цивилне жртве рата (већина је убијена од стране усташа 1941). Публиковани су поименични подаци о страдалима.[212]
- 2. август 1941: Наставак страдања српског становништва у селима у околини Цазина: Осредак и Врела. Претходно, крајем јула, похватан је и убијен већи број мушкараца из ова два села. Потом је 2. августа услиједио нови напад на ова насеља. У Осредцима је убијено или погинуло у покушају пружања отпора усташама, 34 становника, а у Врелима 11. Један број кућа у селима је спаљен.[213]
- 2. август 1941: Масовно страдање становника села Кљевци покрај Санског Моста. У литератури се наводи да је тог дана ухапшено готово цјелокупно становништво, чак 1.700 људи, свих узраста и оба пола. Ухапшеници су потом спроведени у Врхпоље гдје је дио становника убијен, док је остатак спроведен у усташки затвор у санском Мосту, након чега је дио ухапшеника убијен. Према подацима из литературе, у овим околностима страдао је 361 становник Кљеваца.[214]
- 2. август 1941: Масовно хапшење српског становништва у Љубињу. Процјењује се да је ухапшено око 200 људи оба пола и свих узраста. Око 110 становника овог мјеста потом су спроведени у Чапљину одакле су возом депортовани у логор Јасеновац. Према постојећим подацима, нико од њих није преживио рат.[215]
- 2. август 1941: Страдање становника Житомислића, јужно од Мостара. Публиковани су поименични подаци за 42 страдала лица.[216]
- 2. август 1941: Страдање 48 становника села Благај покрај Купреса. Страдали сељаци су бачени у јаму на Раичевој коси.[217]
- 2. август 1941: Убиство 52 становника засеока Расоја покрај Ловинца у Лици, без обзира на пол и старост. Претходно, 29. јула, убијено је 16 становника Расоја, који су убијени углавном у Светом Року. Сви убијени (и 29. јула и 2. августа) били су чланови породице Гњатовић. Публиковани су поименични подаци о страдалима.[218]
- 2. август 1941: Масовне ликвидације на стратишту поред жељезничке станице у селу Волиња, између Двора и Костајнице. На овом стратишту убијено је 91 становник села Доњи Куљани и 26 становника села Волиња, са подручја котара Двор и непознат број становника села Грдановци, Добрљин и Водичево са подручја котара Босански Нови. Злочин су извршиле усташе из Зриња, Дивуше и Босанске Костајнице.[219]
- 2. август 1941: Убиство већег броја лица српске националности, без обзира на пол и узраст, у селима у околини Босанског Новог. Публиковани су подаци за 119 страдалих лица по насељима: Доње Водичево и заселак Подгорица (65 поименичних страдалих и 17 неименоване страдале дјеце), Горње Водичево (34 поименична страдала и 3 неименована), Равнице (10). Претпоставља се да ово нису коначни подаци.[220]
- 2. август 1941: Страдање 14 жена и мушкараца из српског села Црни Поток покрај Топуског. Већина страдалих убијена је у селу. Публиковани су поименични подаци о страдалима. Устаници су истог дана убили 12 усташа у селу.[221]
- 2. август 1941: Убиство 28 жена, мушкараца и дјеце из српског села Катиновац покрај Топуског. Публиковани су поименични подаци о страдалима. Јачањем партизанског покрета у селима источно од Петрове горе, укључујући Катиновац и Црни Поток, локално становништво било је поштеђено усташких упада и злочина све до усташко-домобранске офанзиве у прољеће 1942, када је у овим селима убијен велик број становника.[222]
- 2. август 1941: Стријељање већег броја српских мушкараца из села Пиштаница покрај Кључа. Злочин је извршен у селу Врхпоље од стране усташа са подручја Кључа. У коришћеној литератури не наводи се број страдалих.[148]
- 2. август 1941: Страдање Јевреја града Бугојна. Усташе из Бугојна одвели су одрасле јеврејске мушкарце из града у сусједно село Грачаница гдје су их побили клањем, 2. августа 1941. Јеврејске са дјецом касније су страдале у усташком логору. У коришћеној литератури не наводи се број страдалих, сме напомене да је у Бугојну живјело 11 јеврејских породица које су страдале у рату.[223]
- 2-4. август 1941: Страдање српског становништва села Смиљан покрај Госпића, претежно жена и дјеце. Публиковани су поименични подаци о страдалом становништву по засеоцима. У засеоку Богданић 2-3. августа убијено је 96 становника, у засеоку Љутача 2. августа убијено је 18 становника, у засеоку Смиљан најмање 53 становника, у засеоку Смиљанско Поље најмање 107 становника претежно 3. августа, у засеоку Заблата 2. августа убијено је најмање 57 становника, у засеоку Селиште убијена су 3 становника (у Селишту је 10-15. августа 1941. убијено 36 становника). У наведеним засеоцима села Смиљан, почетком августа 1941, убијено је најмање 370 становника. Према публикованим поименичним подацима, усташе су на подручју сеоске општине Смиљан током Другог свјетског рата убиле 583 становника.[224]
- 2-3. август 1941: Покољ на мосту на ријеци Уни између Матјевића и Босанског Новог. Злочин су извршиле усташе из Босанског Новог и пристигле усташе из Загреба. Жртве су били српски цивили са подручја котарева Босански Нови и Двор. Тога дана убијена су 24 становника села Матијевићи покрај Двора на Уни.<реф наме="Ниџовић-Џакула, Смољеновић 2002"/> Највећи број убијених потицао је из Босанског Новог и околних сеоских насеља. Жртве су убијане и бацане у Уну. Такође, наредног дана, убиства су вршена у Босанском Новом, а жртве су бацане у Сану. Процјењује се да је на овај начин, 2-3. августа 1941, убијено више стотина људи.[219]
- 2-3. август 1941: Убиство 11 жена и дјеце у Љубову покрај Коренице. Публиковани су подаци о страдалима.[163]
- 2-3. август 1941: Хапшење 85 жељезничара српске националности на жељезничкој станици Српске Моравице. Ухапшеници ће касније бити убијени у логору Јадовно. Послијератни поименични подаци говоре о 63 ухапшена жељезничара.[225]
- 2-3. август 1941: Страдање српског становништва, без обзира на пол и узраст у Босанском Новом. У литератури се истиче да је 2. августа заклано око 250 људи у Новом, а слиједећег дана заклано и стријељано око 380, при чему је већа група убијених бачена у ријеку Сану. Ове високе бројке нису поименично поткријепљене у публикацији из које се наводе ови подаци.[226]
- 2-4. август 1941: Масовно страдање српског становништва из села у околини Велике Кладуше на стратишту Пољица покрај Врнограча. Публиковани су поименични подаци о страдалима. Из села Глиница убијено је 182, а из села Босанска Бојна 50 одраслих мушкараца. Са стратишта је успио да побјегне Раде Бероња из Глинице, који је послије рата свједочио о свом искуству. Најодговорнији за организовање ових злочина био је усташки велики жупан Љубомир Кватерник. Злочин су извршиле усташе пристигле из Загреба и Слуња, као и усташе из Цазинске крајине. Даљи ток злочина на овом подручју привремено је осујећен избијањем народног устанка под руководством комуниста.[227]
- 2-4. август 1941: Покољ над 27 становника Будимлић Јапре и 64 становника Марина (укључујући 8 жена) у котару Сански Мост.[228]
- 2-6. август 1941: Покољ над становништвом Пребиловаца покрај Чапљине. Усташе су организовале препад на село 2. августа, из четири правца, тако што су окружиле село, с намјером да похватају цјелокупно становништво. Од нешто више од 1.000 становника, хватање је успјело избјећи око 200 Пребиловчана, углавном одраслих мушкараца. Жене и дјеца углавном нису бјежали јер је владало увјерење да усташе имају намјеру да похватају само мушкарце. Након упада у село силован је већи број жена, дјевојака и дјевојчица. Неколико десетина становника убијено је у самом селу, а остатак похватаних је 4. августа спроведен у Тасовчиће, гдје су настављена силовања. Након тога, 5-6. августа, пребиловачке жене и дјеца ликвидирани су покрај јаме Голубинка у близини села Шурманци, недалеко од Међугорја, у западној Херцеговини. У покољу су учествовале усташе из Чапљине и села у околини Чапљине (Гњилишта, Вишићи, Чељево, Клепци, Драчево, Лозница, Храсно, Хутово), као и усташе из Шурманаца и неких других села у околини Читлука. Позната су имена једног дијела починилаца злочина. Убиства у околини Пребиловаца настављена су и наредних дана хватањем појединих Пребиловчана који су успјели избјећи хватање приликом упада усташа у село. Познати су поименични подаци за 601 лице из Пребиловаца које је страдало током августа 1941. Овај број није коначан.[229]
- 2-8. август 1941: Масовно хапшење српских становника села Шибуљина, између Карлобага и Стариграда, у подножју Велебита, догодило се 2. августа 1941. Према подацима историчара Ђуре Затезала, у логору Слана на отоку Пагу, 6. августа 1941. убијено је 95 становника Шибуљине, без обзира на пол и старост. Публиковани су поименични подаци о страдалима.[25]
- 2-6. август 1941: Страдање становништва села Млаква покрај Перушића у Лици. Убијено је најмање 283 становника, оба пола и свих доба старости. Најприје су усташе 2. августа побили и бацили у јаму Св. Ана покрај Горњег Косиња 20 становника Млакве. Већина страдалих становника овог села убијена је 6. августа 1941, стрељањем, клањем и колективним спаљивањем. Публиковани су поименични подаци о страдалима. Током Другог свјетског рата село Млаква имало је 341 жртву фашистичког терора, при чему су све жртве убијене од стране усташа.[230]
- 2-8. август 1941: Страдање 38 српских становника села Острвица покрај Госпића, без обзира на пол и узраст. Мјештани су убијани клањем и стријељањем, претежно у Острвици, а мањим дијелом у Вребачкој планини и Рибнику. Село је 1941-1945. имало укупно 98 цивилних жртава рата. Публиковани су поименични подаци о страдалима.[231]
- 3. август 1941: Стријељање 45 становника села Дабар покрај Санског Моста на стратишту Шушњар. Публиковани су поименични подаци о страдалима.[232] Почетком августа 1941. на стратишту Шушњар убијен је велики број српских становника са подручја Санског Моста.
- 3. август 1941: Убиство 58 српских становника села Бухача покрај Цетинграда, котар Слуњ, без обзира на пол и старост. Злочин над локалним становништвом извршен је на локацији Мехино стање, недалеко од села Маљевац, између Цетинграда и Велике Кладуше. Убиства становника Бухаче на Мехином стању започела су још 27. јула и трајала су до 5. августа, али је највећи број становника убијен 3. августа 1941. Публиковани су поименични подаци о страдалима.[233]
- 3. август 1941: Убиство 80 становника села Миљевац покрај Слуња, без обзира на пол и старост. Међу убијенима било је 51 дијете. У наредна два дана, 4-5. августа, убијено је још 10 становника Миљевца. Публиковани су поименични подаци о страдалима.[234]
- 3. август 1941: Убиство 56 становника села Пецка, смјештеног између Вргинмоста и Велике Кладуше, на Кордуну. Иако су се сељани, предвођени устаницима, крајем јула 1941. на вријеме склонили из села у шуму, усташе су почетком августа на превару похватале 56 становника који су повјеровали да неће страдати уколико се одазову позиву усташа да се врате у село. Ови људи су потом убијени 3. августа на стратишту Мехино стање, покрај Велике Кладуше. Ипак, већина становника је послушала апел сеоских устаника и није повјеровала усташама и на тај начин је сачувала животе. Наредни злочин над становништвом Пецке усташе су починиле 13-17. септембра 1941. када су побили 43 становника. Публиковани су поименични подаци о страдалима.[235]
- 3-4. август 1941: Убиство 60 српских становника села Доњи Кремен покрај Слуња. Међу убијенима било је 37 дјеце. Злочин је извршен у самом селу. Публиковани су поименични подаци о страдалима.[236]
- 3-4. август 1941: Убиство најмање 101 лица са подручја Бунића, Љубова и Шаламунића (котар Удбина). Злочин се највјероватније догодио 4. августа, али се понегдје наводи да се догодио претходног дана. Злочин су извршили усташе са подручја Госпића, Перушића, Личког Осика, Оточца и Удбине. Публиковани су поименични подаци о страдалима. Већина убијених били су жене, дјеца и старци.[237]
- 3-5. август 1941: Убиство 61 српског становника села Маљевац покрај Цетинграда, котар Слуњ, без обзира на пол и старост. Злочин над локалним становништвом извршен је на локацији Мехино стање. Убиства становника Маљевца на Мехином стању започела су још 30. јула када је убијено 37 локалних мушкараца. Село Маљевац имало је укупно 273 жртве фашистичког терора (највећи број мештана побиле су усташе). Током 1942, 73 становника Маљевца страдало је у логору Стара Градишка. Публиковани су поименични подаци о страдалима. Даљи ток усташких злочина у котару Слуњ спријечио је народни устанак и његово убрзано прерастање у партизански устанак, већ у другој половини августа 1941.[238]
- 4. август 1941: Страдање становника села Опличићи покрај Стоца. Усташе из Стоца и околине, на челу са ројником Стојаном Рагужом, покупили су око 350 становника Опличића, мушкараца, жена и дјеце и отјерали их у Домановиће. Ускоро су жене и дјеца пуштени кућама, а мушкарци су спроведени на Бивоље брдо гдје су живи бачени у јаму (претходно су мучени у затвору у Домановићима). Укупно је на Бивољем брду убијено 38 мушкараца (Марко Ијачић је успео да побјегне),а 10 опличићких мушкараца је спроведено преко Неретве и убијено у близини Широког Бријега. Истог дана група од 14 становника Опличића похватана је у накнадном претресу села. Они су побијени у близини Аладинића. Истог дана у Опличићима су убијени сви чланови породице Пеша (9 лица). Позната је структура починилаца злочина.[229]
- 4. август 1941: Покољ над 29 становника требињских села Гребеш, Главинићи, Беговић Кула, Бањевци и Полице, извршен на железничкој станици у Чапљини. Позната су имена страдалих и починилаца злочина.[239][240]
- 4. август 1941: Стријељање 102 комуниста и Јевреја у Загребу у знак одмазде за напад на усташку патролу у Загребу истог дана.[241] Оглас МУП-а НДХ од 5. августа 1941. спомиње стријељање 87 "Жидова и комуниста".[242]
- 4. август 1941: Покољ над 104 становника српског села Зечева Варош покрај Слуња, без обзира на пол и узраст. Међу убијенима било је 48 дјеце. Злочин су извршиле усташе клањем и бацањем жртава у јаму у близини Слуња. Публиковани су поименични подаци о страдалима.[243]
- 4. август 1941: Убиство 49 српских становника града Слуња. Међу убијенима било је 14 дјеце. Злочин се догодио у Рудинкама. У Рудинкама је истог дана убијено и 8 становника села Слушница. Публиковани су поименични подаци о страдалима.[244]
- 4. август 1941: Убиство 29 српских жена и дјеце из Мрзлог Поља покрај Слуња. Претходно су усташе 30. јула убиле у Лађевцу 8 мушкараца из Мрзлог Поља. Публиковани су поименични подаци о страдалима.[245]
- 4. август 1941: Слуњске усташе убиле 8 мушкараца из Врело Мрежнице (котар Слуњ), 23 из Вељуна и 3 мушкарца из Српски Благај (котар Вељун), као и одређени број мушкараца из других села, у Растокама. Публиковани су поименични подаци о страдалима.[246]
- 4-5. август 1941: Други покољ у глинској цркви. Усташке власти су 2. августа 1941. на подручју котара Вргинмост разгласиле да се наређује да се сви одрасли српски мушкарци (старији од 16 година) сутрадан морају сакупити у Вргинмосту ради прекрштавања у католичку вјеру. Позиву се одазвао знатан број мушкараца уплашен претњама о санкционисању оних који се не одазову позиву и, такође, застрашен претходним догађајима (хапшења и нестанака многих Срба на подручју Топуског и Глине). Из Глине и Топуског је 3. августа пристигла група усташа која је заробила приспјеле Србе. Сутрадан, 4. августа, ухапшени мушкарци су депортовани камионима за Глину гдје су већим дијелом поклани у православној цркви, у ноћи 4-5. августа, док је један дио побијен на локацији Латиново између Маринброда и Новог Села Глинског. У убијању су учествовали усташе из Глине и околних села (Прекопа, Маринброд, Ново Село Глинско, Кихалац, Граберје), на челу са усташким таборником из Глине, Николом Видаковићем. На основу досадашњих истраживања публикована су имена 1.038 особа побијених 4-5. августа у глинској цркви и, мањим дјелом, на стратишту Латиново. Брњавац - 46 жртава; Вргинмост - 3; Горњи Сјеничак - 3; Мала Трепча - 5; Острожин - 1; Пјешћаница - 108; Подгорје - 49; Славско Поље - 136; Цреварска Страна - 70; Пољани - 5; Батинова Коса - 94; Блатуша - 135; Буковица - 89; Чемерница - 294. Даљи ток усташких злочина на подручју Вргинмоста умногоме је осујетио партизански устанак.[247][248] Број убијених био би већи да припадници партизанске чете из села Стипан, на челу са Николом Видовићем, нису забранили сељацима Стипана и Острожина да се одазивају на покрст и да крену у правцу Вргинмоста.[249]
- 4-13. август 1941: Убиство 101 становника села Крш покрај Перушића, без обзира на пол и узраст. Убиства су извршена у селу Крш, у шуми Обљај и у Горњем Косињу. Највећи број жртава убијен је 7-9. августа. Према публикованим поименичним подацима село Крш, 1941-1945, имало је 262 жртве фашистичког терора.[250]
- 5. август 1941: Страдање 184 становника Доњег и Горњег Малована покрај Купреса. Убијени су бачени у јаму на Боровој глави.[217]
- 5. август 1941: Убиство 13 становника села Маличка покрај Вргинмоста. Злочин се догодио у селу и починиле су га усташе из околине Топуског. Већи број жртава избјегнут је чињеницом да је село већ крајем јула 1941. имало организовану устаничку чету. Публиковани су подаци о страдалима.[251]
- 5-6. август 1941: Припадници Хрватског домобранства под командом потпуковника Нојбергера наступајући против устаника на подручју између Босанског Новог и Босанске Крупе и у селима источно о Крупе, похватале су "многе сељаке и повели их у Крупу као таоце. У Крупи су их усташе преотели од домобрана, поклали и бацили у ријеку Уну." У коришћеној литератури се не наводи број страдалих.[252]
- 5-7. август 1941: Страдање становништва српских села Дивосело и Читлук покрај Госпића. Госпићке усташе (Лички здруг) под командом Ивана Девчића Пивца, 5. августа 1941. извршили су препад на збјег становника ова два села на локацији Крушковаче, изнад Дивосела. Током препада један дио цивила успио се спасити бјекством. Међутим, усташе су у Крушковачама убиле најмање 295 лица (265 из Дивосела, 25 из Читлука и 5 из Орница). Истовремено, 5. августа, у Дивоселу спаљено је 17 становника, приликом пљачке и паљења села. Публиковани су поименични подаци о страдалима. Већина страдалих били су жене, дјеца и старци. Сутрадан, 6. августа, усташе су ухватиле 53 становника Дивосела, који су успјели побјећи из усташког обруча на Крушковачама. Усташе су ове људе заклане, али и живе, побацали у Јарчју јаму на Велебиту. Из јаме се успјело извући 5 лица. Публикована су имена 48 убијених Дивосељана, укључујући 25 дјеце. Један дио збјега (57 избјеглица из Дивосела и 9 из Читлука) упутили су се преко Велебита у село Шибуљина на обали мора, настањено српским становништвом. Међутим, тамо су их 7. августа похватале усташе. У литератури се наводи да су ова лица потом уморена глађу и жеђу у импровизованом затвору у цркви у Шибуљини. Публикована су имена страдалих. Ово нису једина страдања становништва наведена два села током Другог свјетског рата. Према поименичном регистру Дивосело је имало 997 жртве фашистичког терора (ЖФТ), 122 пала борца НОВЈ (ПБ) и 6 умрлих од тифуса (УТ), Читлук 133 ЖФТ, 22 ПБ и 7 УТ.[253][254]
- 6. август 1941: Страдање 70 логораша логора Крушчица покрај Витеза. НДХ извори спомињу наводну побуну логораша у којој је убијено 29 заточеника, док је 41 затвореник потом осуђен на смрт од стране пријеког суда.[255][256] Други извори спомињу убиство 98 српских заточеника у логору Крушчица. Према доступним подацима 74 убијена лица су потицала са Пала, а 24 из Зенице.[193]
- 6. август 1941: Убиство 8 сељака из села Нишевићи покрај Приједора, према изворима НДХ.[257]
- 6. август 1941: Приликом продора усташа, припадника Хрватског домобранства и оружништва НДХ ка устаничким упориштима у Подгрмечу, према доступним подацима, ухваћено и убијено око 100 становника села Слатина, Антонића Брдо и Халиловци, недалеко од Будимлић Јапре.
- 6-9. август 1941: Паљење и пљачка насеља Лушци Паланка, Миљевци, Праштале, Предојевића Главица, у Подгрмечу. Тада је из ових насеља одведен непознат број становника и побијен од стране усташа. Највећи дио становника успио је заједно са устаницима да се повуче према Грмечу. Устаници су спријечили упад усташа у село Јелашиновци, наносећи непријатељу губитке. Недуго потом уустаници су се вратили на ово подручје које је дуго времена остало ван домашаја фашистичких формација.[258]
- 6-12. август 1941: Страдање 28 лица српске националности, становника села Пољан покрај Перушића. Један дио жртава убијен је у шуми Обљај покрај Горњег Косиња, други дио убијен је у сусједном селу Млаква, а остатак у Пољану. Жртве су убијане без обзира на пол и старост.[259]
- 7. август 1941: Усташе из Јосипдола убиле 24 сељака из Јосипдола и околине, похапшене претходног дана. Злочин је извршен у Подвељуну. Убијено је 7 становника Јосипдола, 6 становника Војновца и 11 становника Вајина Врха. Публиковани су поименични подаци о страдалим лицима.[260]
- 7. август 1941: Страдање становника Тројврх покрај Јосипдола у котару Огулин. Послије злочина у Подвељуну, јосипдолске усташе упале су у село Тројврх. НДХ извори спомињу око 80 страдалих.[261] Публиковани поименични подаци (који су поузданији од горе наведених података) говоре о 51 убијеном српском мушкарцу у Тројврху, међу којима је било и 6 становника села Кунић.[262]
- 7. август 1941: Упоредо са вршењем злочина над становницима Тројврха, друга групација усташа извршила је нови упад у Војновац и Вајин Врх, а нова хапшења су спроведена и у Јосипдолу. Укупно је ухапшено 76 лица, од којих су двојица убијена батинама. Међутим, планирано убиство ових лица спријечила је интервенција италијанских официра. Даљи ток усташких злочина на подручју Плашког спријечио је партизански устанак.[263]
- 7. август 1941: Убиство 40 жена и дјеце српске националности из Цетинграда (котар Слуњ) на стратишту Мехино стање. Међу убијенима било је 20 дјеце. Претходно, 30. јула 1941, на Мехином стању убијено је 18 српских мушкараца из Цетинграда. Публиковани су поименични подаци о страдалима.[264]
- 8. август 1941: Убиство 41 српског становника Цетинграда, без обзира на пол и старост, и 10 српских мушкараца из села Гнојнице покрај Цетинграда (котар Слуњ) на локалитету Бакић главица у близини Цетинграда. Један од организатора злочина био је цетинградски римокатолички жупник Перо Медвјед. Злочин су починиле усташе из Цетинграда. Жртве женског пола су силоване прије убиства. Публиковани су подаци о страдалима.[265][266]
- 9. август 1941: Страдање српског становништва у селу Миострах, између Босанске Крупе и Цазина. Усташе из Миостраха убиле су око 200 становника села на стратишту Дурџић гај. Међу убијенима био је велик број жена и дјеце. Инспиратор злочина био је локални хоџа Бећир Борић. Позната је дјелимична структура починилаца злочина. Током 1941. побијено је 230 српских становника села Миострах. Троје житеља Миостраха је преживјело покољ успјевши да побјегну са стратишта. Публикована су њихова свједочења. Публиковани су поименични подаци о мјештанима страдалима 1941.[267]
- 9. август 1941: Страдање око 90 мушкараца из Коњица и околине. Почетком августа локалне усташе и усташе пристигле из Љубушког, извршили су хапшења мушкараца српског поријекла у Коњицу и селима: Борци, Бијела, Врдоље, Блаца и Загорице. Ухапшеници су ликвидирани на Иван планини. Позната су имена учесника у злочину, као и имена једног дијела страдалих. Даљи ток усташких злочина на подручју од Коњица према Невесињу, спријечило је избијање партизанског устанка.[268]
- 9. август 1941: Масовна хапшења српских мушкараца у селима источно од Илока. Према НДХ изворима, у Свилошу је ухапшено 58 особа, у Сусеку 20, у Черевићу 20, а у Нештину око 20. Од овог броја извори НДХ потврђују убиство 43 особе.[261]
- 9. август 1941: Усташе из Плашког убиле 20 српских мушкараца из овог мјеста и околних села: Јања Гора, Кунић, Међеђак, Вера, Личка Јасеница, Блата. Злочин је извршен недалеко од Саборског, а лешеви жртава бачени су у јаму Лопача. Публиковани су поименични подаци о убијеним лицима.[269]
- 10. август 1941: Убиство већег броја српских цивила, укључујући жене и дјецу, у селима Раковица и Блажуј покрај Сарајева. Према публикованим подацима, у Раковици је убијено 125, а у Блажују 25 становника.[193]
- 11. август 1941: Страдање становништва села Тасовчићи, Клепци, Лозница и Вишићи покрај Чапљине. Похватано становништво спроведено је у Тасовчиће, у привремени логор ("Силос"). Процјењује се да је више стотина особа попвхатано у овим селима. Усташе су убрзо пустиле већину жена и дјеце из логора (поједине жене и дјевојке су силоване), тако да је у "Силосу" остало заточено око 200 мушкараца, од којих је 107 било из Клепаца. Они су у ноћи између 11. и 12. августа отјерани на Бивоље брдо покрај Домановића гдје су бачени у јаму. Познати су подаци о делу починилаца злочина.[270]
- 11. август 1941: Страдање становника села Чаваш у Поповом пољу у Херцеговини. Усташе из Стоца и локалне усташе из Чаваша на челу са Марком Катићем и Видом Скарамуцом, убиле су 102 лица из овог села. Већина српских становника из Чаваша није нашла уточиште на оближњим планинама јер је вјеровала да ће бити поштеђена страдања због преласка на католичку вјеру. Већина убијених били су жене и дјеца.[271][272]
- 11. август 1941: Усташе убиле 11 Срба из Шида и њихове лешеве бацила у Дунав покрај Илока.[273]
- 11. август 1941: Усташе убиле око 30 сељака из села у околини Бања Луке: Пријаковац, Ранићи и Турјак.[274]
- 11-13. август 1941: Хапшење око 120 лица српске националности у Новој Градишки и непосредној околини, 11. августа 1941. Од овог броја десетак лица је ослобођено, тако да је 13. августа 109 ухапшеника транспортовано у логор у Сиску, одакле су ухапшеници након неколико дана спроведени у Србију.[2][3]
- 15-16. август 1941: Хапшење Јевреја у Вуковару и њихова изолација у локалном јеврејском храму. Вуковарски Јевреји су 8. новембра 1941. депортовани у логор Јасеновац гдје су побијени. У доступној литератури не наводе се бројке похапшених и страдалих.[275]
- средина августа 1941: Страдање становништва у околини Јајца и Шипова. У доступним изворима спомиње се да су усташе убиле 30 становника села Љуша, 30 из села Прибелци, 18 у селу Ђукићи. Такође спомиње се страдање становништва Јања покрај Шипова (око 140 лица из неколико села које чине микрорегион Јањ), који су убијени у Подосоју.[276]
- 16. август 1941: Транспорт 73 Јевреја и "гркоисточњака-комуниста" у логор Госпић из Дервенте.[277]
- 19. август 1941: Убиство 42 становника села Гојковац покрај Цетинграда (котар Слуњ). Већина убијених били су жене и дјеца. Међу страдалима било је 14 дјеце. Један дио страдалих убијен је у селу Гојковац, док је већина убијена у селу Бегово Брдо. Злочин су извршиле усташе из сусједних села Рушевица, Глинице, Батнога и Цетинград. Неколико становника села је преживјело покољ о чему су свједочили након рата. Овога дана укупно су усташе побиле и поклале 146 српских сељака, махом жена, деце и стараца из следећих села у околини Цетинграда: Гојковац - 42, Глинице - 17, Бегово Брдо - 1, Доња Жрвница - 1, Горња Жрвница - 5, Рушевица - 10, Дуњак - 2, Клокоч - 9, Крстиња - 2, Доња Брусовача - 21, Кусаја - 5, Липовац Крстињски - 7, Присјека - 2, Јохово - 8, Рајић Брдо - 1, Гејковац - 2, Мрацељ - 3, Широка Ријека - 3 и Јагровац - 1. Позната су имена појединих извршилаца злочина. Публиковани су поименични подаци о страдалима.[278][279]
- 21. август 1941: Убиство 24 српска становника села Павићи покрај Војнића. Већина убијених били су жене и дјеца.[280]
- 21-22. август 1941: У логор Јасеновац И, у Брочицама, интернирани први заточеници. Систем логора Јасеновац обухватао је неколико логора и већи број стратишта на одвојеним локацијама од којих су најпознатији логор у циглани у мјесту Јасеновац и логор у тврђави Стара Градишка, као и стратиште у Доњој Градини. Према посљедњим подацима Музеја жртава геноцида (11. март 2013), музеј располаже са поименичним подацима о преко 88.000 жртава логора.[28] Научно заснована претпоставка подразумева да је потенцијални број жртава КЛ Јасеновац износио између 122.300 и 130.100.[281]
- 22. август 1941: Масовно страдање српског становништва у микрорегиону Сува међа. У питању су српска и етнички мјешовита насеља у општинама Велика Кладуша (Стабанџа, Збориште, Црваревац, Чаглица), и Босанска Крупа (Варошка Ријека, Мразовац, Добро Село). Злочин су спровеле усташе и припадници Муслиманске милиције из Отоке, Бужима, Варошке Ријеке, Равница, Подзвизда и усташе из Босанске Крупе и Цазина. Током 1941. убијено је 261 становника Доброг Села, 124 становника Мразовца, 74 Варошке Ријеке, 208 Црваровца, 65 Чаглице, 470 Зборишта, 537 из Стабанџе. Већина, прије свега, жене и дјеца, убијени су 22. августа. Публиковани су поименични подаци о страдалима као и свједочења преживјелих.[282]
- 22. август 1941: Усташе и домобрани, пристигли са подручја ван Босанске Дубице, 18-22. августа су извршили напад на кнешпољска села, између Дубице и Козаре. Тада су, како истичу домобрански извори, запаљене многе куће у селима: Агинци, Парнице, Хаџибаир, Влашковци. У селу Читлук 22. августа усташко-домобранске снаге су убиле и спалиле 19 лица, међу којима 13 дјеце до 14 година старости. Истог дана у селу Стригова убијено је 7 лица, међу којима двоје мале дјеце.[283]
- 24. август 1941: Убиство 31 становника Босанског Кобаша. Према подацима НДХ оружништва (жандармерије), усташе из Дервенте на челу са Вилком Вулетом стријељале су 31 српског становника Босанског Кобаша, села источно од Српца и њихове лешеве побацали у Саву.[284]
- 25. август 1941: У селу Врела покрај Босанског Брода, према подацима оружништва НДХ, брођанске усташе убиле су 6 локалних сељака. Позната су имена страдалих.[285]
- 25. август 1941: Хапшење 4 монаха манастира Шишатовац на Фрушкој гори. Ухапшеници су спроведени у усташки логор у Славонској Пожеги гдје су изложени тортури. Од посљедица пребијања игуман манстира Шишатовац, Рафаило Момчиловић, умро је 3. септембра 1941. у болници у Славонској Пожеги.[286]
- 25-26. август 1941: Стријељање 5 комуниста, различитих националности, у Загребу. Публиковани су подаци о срадалима.[287]
- 26. август 1941: Према подацима оружништва НДХ, у Босанском Броду, покрај моста на Сави, убијено "око 42 особе" српске националности са подручја Дервенте и околних села, приликом транспорта у Сабирни логор у Славонској Пожеги.[288]
- 26. август 1941: Са подручја котара Високо у логор Госпић отпремљено је "57 Жидова и Срба наклоњених комунизму". Ова лица су ухапшена током августа 1941, а подаци о њиховом интернирању у логоре у Лици потичу од 26. августа, што значи да су раније интернирани.[289]
- 26-27. август 1941: Убиство већег броја логораша у усташком логору у Славонској Пожеги. Извори НДХ потврђују убиство око 400 људи.[290][291] Према публикованим поименичним подацима, у логору је 26-27. августа 1941. убијено најмање 438 српских мушкараца са подручја Босанског Брода и Дервенте. Убијени мушкарци потичу из слиједећих села: Босански Лужани, Нови Лужани, Костреш, Доње Барице, Кулина, Горњи Вишњик, Збориште, Мала Буковица, Жеравац. Највећи број страдалих потицао је из Босанских Лужана, Костреша и Нових Лужана.[292] Најодговорнији за овај злочин били су: Миливој Ашнер, предстојник редарства у Славонској Пожеги, котарски предстојник Иван Бартоловић, логорник Крешимир Кишпатић, заповједник града пуковник Алфред Шимек, замјеник сабирног логора Емил Клаић и заповједник оружништва Мартин Башић.[293]
- 28. август 1941: У логор Крушчица пресељене Јеврејске са дјецом - заточеници усташког логора Матејна на Пагу. У овој групи заточеника било је 1.100 лица. Многи од њих били су босански и сарајевски Јевреји.[194]
- 30. август 1941: Покољ над становништвом етнички мјешовитог села Подгредина, између Босанске Крупе и Цазина. Претходно, крајем јула 1941. страдало је мушко становништво овог села (око 60 лица). Током љета 1941. страдало је 230 становника Подгредине. Већина убијених 30. августа били су жене, дјеца и старци (око 170 лица). Након масакра, који је извршен у селу, лешеви жртава су бачени у пећину у шуми Касаповац. Главни организатор покоља био је хоџа из Миостраха, Бећир Борић. У злочину су учествовале усташе из Подгредине, Миостраха и околних цазинских села. Током овог масакра силован је већи број жена и дјевојака, а неколико млађих дјевојака је приморано на присилан брак. Према доступним подацима, у Подгредини је у потпуности истријебљено 19 српских породица, а 1941. је преживјело само 28 српских становника. Двојицу одбјеглих српских дјечака спасио је неименовани хоџа из оближњег села Стијена. Публиковани су поименични подаци о страдалима и свједочење једног преживјелог становника.[294]
- крај августа 1941: Страдање становника села Љубљеница покрај Стоца. Страдале су 24 особе српске националности које су локалне усташе колективно запалиле у једној штали. Публикована су имена страдалих и имена починилаца злочина.[295]
- 30-31. август 1941: Убиство 11 становника села Поплат покрај Стоца. Током августа 1941, у вријеме масовних усташких злочина у околини Стоца и у Дубравама, већина становника села Поплат (око 700 житеља) успјела је да избјегне у планину. Међутим, у селу је остао мањи број житеља који су у ноћи између 30. и 31. августа побијени тако што су живи бачени у јаму. Број страдалих би био већи да један број од 20 ухапшеника није успио побјећи, а троје дјеце је из јаме извучено живо од стране комшија хрватске и бошњачке националности.[296]
- 31. август 1941: Хапшење 5 српских мушкараца у селу Понорац, између Слуња и Дуге Ресе. Ухапшеници су одведени у усташки затвор у Карловцу гдје су убијени.[297]

## Септембар 1941.
- почетак септембра 1941: Масовно страдање српског становништва у селима Пишталине, Подгомила, Перна и Подвран, недалеко од Босанске Крупе, на лијевој обали Уне. Већина страдалих били су жене, дјеца и старци. Претходно, крајем јула 1941, усташе су извршиле убиства над једним дијелом мушког становништва ових насеља. Из Пишталина је убијено 14, из Перне 45, а из Подгомиле 81 мушкарац. Пишталине су имале укупно 1.369 жртава фашистичког терора, Подгомила 317, Перна 266, а Подвран 48. Већина ЖФТ у овим селима убијена је управо крајем августа 1941. када су истријебљене и десетковане многе породице. Жртве су убијане клањем и колективним спаљивањем. Извршиоци злочина били су усташе из Пишталина и усташких упоришта у околини Босанске Крупе и Цазина. Један дио становника ових села, прије свега села Перна, успио је избјећи на слободну партизанску територију на десној обали Уне. Публиковани су поименични подаци о страдалим становницима ових насеља.[298]
- 2. септембар 1941: У селу Дрозгометва покрај Хаџића убијено од стране усташа 84 српских становника, од којих су 10 стрељани на Врацама у Сарајеву.[193] Подаци оружништва НДХ поименице наводе 55 убијених лица у Дрозгометви, од чега 34 из овог села, 4 из села Вранчићи, а 17 из села Баре. Међу именованих 55 лица већина су били одрасли мушкарци, а наводе се и подаци за 5 дјеце.[299]
- 2. септембар 1941: Страдање 31 српског становника Новог Села (котар Кореница) у Лици, на стратишту Гаравице покрај Бихаћа. На овом стратишту претходно, 27. јула 1941, убијено је 10 становника Новог Села. Публиковани су поименични подаци о страдалима.[300]
- 2. септембар 1941: Стријељање комунисте Ивана Мажара у Петрињи.[301]
- 2-3. септембар 1941: Покушај усташко-домобранских снага да потисну устанике из села на десној обали Уне у близини Босанске Крупе: Велики Радић, Мали Радић, Врањска, Вучијак. Усташко-домобранске снаге су 3. септембра продрле у Велики Радић, запалиле село, али су се морали повући услијед акције устаничких снага, при чему су нападачи претрпјели губитке. Локално становништво је на вријеме евакуисано.[302]
- 3. септембар 1941: У логор Крушчица интернирано око 500 сарајевских Јевреја, мушкараца, жена и дјеце. Сљедећа група сарајевских Јевреја упућена је у логор Крушчица 9. септембра 1941. У овој групи је такође било око 500 лица. Положај заточеника логора Крушчица био је врло тежак. Заточеници су били изложени намјерном изгладњивању, очајним хигијенским и здравственим приликама и тешком физичком раду, уз злостављања и мучења од стране управе логора и страже. Логор у Крушчици расформиран је почетком октобра 1941, након чега је дошло до масовног одвођења заточеника овог логора у друге усташке логоре. Први транспорт логораша из Крушчице, у ком су били мушкарци, кренуо је 5. октобра за Јасеновац, а други транспорт, у ком су биле жене и дјеца, кренуо је наредног дана за логор у Лоборграду.[303]
- 5-6. септембар 1941: Страдање становника села Срђевићи покрај Гацка. Усташе из Фазлагића Куле и усташко-домобранске снаге из Гацка напале су село Срђевићи. Већина становника успјела је да избјегне, али је у пробоју страдало 20 особа. Публиковани су поименични подаци о страдалима.[304]
- 7. септембар 1941: У селима Алипашин Мост и Рељево у непосредној близини Сарајева, 7. септембра 1941. убијено је око 300 српских цивила укључујући жене и дјецу. Сутрадан су усташе убиле 6 становника села Копито и спалиле село Сјемећ, али је њихово даље наступање спријечила акција партизана, због које су се усташе повукле из Сјемећа.[193] У извјештају оружништва НДХ наводе се имена за око 60 страдалих из Алипашиног Моста и мањих околних села, који су убијени колективним спаљивањем у Рељеву. У истом извјештају наводи се да су усташе у селу Јошаница запалили 7 чланова породице Копривица.[305]
- 7. септембар 1941: Према подацима НДХ оружништва (жандармерије) у селу Кривоглавци покрај Вогошће убијено 36 становника колективним спаљивањем и запаљено је 29 кућа. Злочин су починиле усташе из Сарајева на челу са логорником Бећиром Локмићем. У извјештају се наводе имена жртава. Међу убијенима било је 13 дјеце.[306]
- 7. септембар 1941: Усташе из Горњег Борча, на челу са Маријаном Бановцем, убиле 7 становника села Јажићи покрај Калиновика. Публиковани су поименични подаци о страдалима.[307]
- 8-23. септембар 1941: Масовно страдање српског становништва у околини Цазина. У овом раздобљу страдали су становници слиједећих села: Крндија, Мутник, Ћоралићи, Селиште, Тржачка Раштела, Рујница, Буковица. Већина жртава је убијена клањем. Огромна већина жртава били су жене и дјеца. У Крндији су заклана 74 становника од чега 34 дјеце; у Мутнику 53 од чега 29 дјеце; у Ћоралићима 51 од чега 32 дјеце; у Селишту 39 од чега 12 дјеце; у Тржачким Раштелама 20 од чега 10 дјеце; у Рујници 13 од чега 8 дјеце; у Буковици 25 од чега 15 дјеце. Публиковани су поименични подаци о страдалима. Преостало становништво бјежи на слободну партизанску територију Лике, Кордуна и Босанске крајине и прикључује се антифашистичкој борби. Публиковани су поименични подаци о страдалима. Становници српских села у Цазинској Крајини: Црнаја и Бугар, избјегли су масовне покоље крајем августа и током септембра 1941, захваљујући чињеници да је у овим селима током августа дошло до организовања наоружаних сеоских група које су се повезале са устаницима у Кордунском Љесковцу и Коранском Лугу. Током септембра 1941. ове чете бивају инкорпориране у партизански покрет.[308] Према подацима НДХ оружништва, злочин над становништвом села Пишталина, Стијена и Мемић Брдо догодио се 4-5. септембра 1941, када је у овим селима "уништено око 200 особа", а истог дана је у селу Ћоралићи убијено "око 150 особа".[309] Према подацима НДХ оружништва, 22-23. септембра 1941, страдало је око 460 лица свих узраста и оба пола, у селима Рујница, Мутник, Марин Мост, Буковица и Тржачка Раштела.[310]
- 12. септембар 1941: Ухапшено 8 комуниста на подручју Јастребарског. До 6. октобра 1941. ухапшено је још 22 комуниста и симпатизера КПХ/КПЈ у Јастребарском и околини.[311]
- 13-17. септембар 1941: Убиство 43 жена, дјеце и мушкараца из села Пецка, смјештеног између Вргинмоста и Велике Кладуше, на Кордуну. Претходно, 3. августа, усташе су убиле 56 мјештана. Већина становника који су страдали 13-17. септембра, убијени су колективним спаљивањем или клањем. Тада су спаљене скоро све куће у селу. У прољеће 1942. усташе су убиле 111 становника Пецке. Село је имало укупно 333 страдалих током рата, од чега 289 жртава фашистичког терора. Публиковани су поименични подаци о страдалима.[235]
- 14. септембар 1941: Убиство 115 жена, дјеце и стараца у селу Перна, смјештеног између Вргинмоста и Велике Кладуше, на Кордуну. Већина жртава убијена је клањем и колективним спаљивањем. Село је у потпуности спаљено. У прољеће 1942. усташе су убиле 215 становника Пецке. Село је имало укупно 572 страдалих током рата, од чега 388 жртава фашистичког терора, од чега 170 дјеце. Публиковани су поименични подаци о страдалима.[312]
- 16-18. септембар 1941: Убиство већег броја лица српске националности у Јајцу. Према подацима НДХ оружништва злочин се догодио 16. септембра 1941. у православној у цркви у граду гдје је заклано 158 особа. Злочин су починили усташе из Мостара и Гацка.[313] Према једном другом извору НДХ провенијенције злочин се догодио у селу Подмилачје гдје су спроведени и побијени конфинирани Срби из Јајца (извор наводи број од 185 убијених). Овај извор такође потврђује да су злочин починиле херцеговачке усташе и наводи да су исти починиоци претходно, непознатог датума у првој половини септембра, извршили покољ над "око 165" српских становника села Језеро покрај Јајца.[314] Трећи извор, који је најпоузданији, говори да се злочин одиграо 18. септембра, али не у православној цркви, већ на непознатом мјесту, и да су усташе на челу са водником Иваном Срдановићем преузеле 151 српског заточеника који су били заточени у православној цркви и потом их одвели у непознатом правцу.[315]
- 16-18. септембар 1941: Страдање 135 становника села Блатуша покрај Топуског. Усташе су у два блиска наврата, 16. и 18. септембра, извршили упаде у ово село, запаливши скоро све куће и побивши у самом селу и оближњој шуми велик број становника, претежно жена и дјеце. Претходно, почетком августа 1941, у другом покољу у глинској цркви убијен је 131 мушкарац из Блатуше (према другим подацима реч је о 135 мушкараца). Наредна страдања догодиће се у прољеће 1942. када је народ Блатуше избјегао на Петрову гору, заједно са другим становништвом Кордуна. Истријебљење укупног становништва спријечено је захваљујући партизанском отпору. Село је током рата укупно имало 440 жртава фашистичког терора, док укупан број страдалих износи 485, односно 1/3 предратног становништва. Публикована су имена страдалих.[316]
- 18. септембар 1941: Убиство 12 становника села Слушница покрај Слуња. Злочин се догодио у самом селу. Претходно, 30. јула и 4. августа 1941, усташе су убиле 21 становника овог села. Село је имало укупно 54 жртве фашистичког терора. Публиковани су поименични подаци о страдалима.[317]
- 19. септембар 1941: Прва забиљежена масовна хапшења Јевреја у Новој Градишки. Ухапшен 31 Јеврејин. Претходно су Јевреји били дискриминисани, изложени пљачки и присиљени да напусте своје домове у централним улицама у граду. Наредно масовно хапшење услиједило је 25-27. децембра 1941. када су ухапшени сви преостали Јевреји у граду (укупно 133 лица), који су потом депортовани у логор Јасеновац гдје су ликвидирани.[318]
- 19-20. септембар 1941: Убиство 15, претежно старијих, лица на подручју Дабра (микрорегион покрај Санског Моста), приликом напада усташко-домобранских снага на устаничка упоришта. Усташе и домобрани су у Дабру запалили 104 куће. Публикована су имена страдалих.[319]
- 19-21. септембар 1941: Покољ на подручју Бравског, између Кључа и Босанског Петровца. Према извештају оружништва (жандармерије) НДХ усташе су убиле 189 становника села Бунара, Јасеновац, Доње Поље. Већина жртава је спаљена. Поменута насеља су такође спаљена.[320]
- 20. септембар 1941: Транспорт одраслих јеврејских мушкараца из Зенице у логор Јасеновац. У групи транспортованих налазила су се 44 лица, од којих је само троје преживјело рат.[321]
- 22. септембар 1941: Стријељање 50 Јевреја и комуниста у Загребу.[322]
- 22. септембар 1941: Хапшење 21 сарадника и симпатизера НОП-а из Боботе и Вере покрај Вуковара и 42 из Бијелог Брда покрај Осијека. Од овог броја ухапшених, Пријеки суд у Осијеку је након неколико дана на смрт осудио 25 лица.[323]
- 22. септембар 1941: Према подацима оружништва НДХ у Добоју стријељано 43 лица "ради комунистичко-четничке акције".[324]

## Октобар 1941.
- почетак октобра 1941: Оснивање логора Лобор/Лоборград у Хрватском Загорју. Логор је био под контролом Нијемаца, али су бројни заточеници логора (углавном жене са дјецом) били претходно ухапшени од стране органа НДХ. Први логораши пристижу у логор Лобор почетком октобра 1941. Ријеч је о око 1.300 жена са дјецом пристиглих из усташког логора Крушчица покрај Витеза. У литератури се спомиње да је у првом транспорту пристигло око 370 Српкиња са дјецом, а да су сви остали логораши пристигли из Крушчице биле Јеврејке са дјецом. Јеврејски и српски мушкарци из логора Крушчица транспортовани су у логор Јасеновац.[325]
- 4. октобар 1941: Једна од масовних ликвидација у логору Јасеновац коју је могуће хронолошки лоцирати и структурисати. Тога дана је убијено 26 логораша из десетак мјеста широм Хрватске и Босне и Херцеговине. Публиковани су поименични подаци за највећи број ових лица.[326]
- 26-27. октобар 1941: Транспорт двије жељезничке композиције Јевреја из Сарајева у логор Јасеновац. У доступној литератури наводи се број од 1.400 транспортованих лица.[327]
- 27. октобар 1941: Стријељање 33 комуниста и активиста НОП-а из Петроварадина и мањим дијелом из Сремске Митровице, на Дудику у Вуковару. Међу стријељанима било је 16 Хрвата, 12 Срба, 2 Нијемца, по 1 Мађар, Словак и Рус. Стријељана лица ухапшена су 29-30. септембра у Петроварадину, када је ухапшено 43 лица, међу којима и 3 официра и 3 подофицира Хрватског домобранства који су били активни сарадници НОП-а. Најодговорнији за овај злочин били су представници репресивног апарата из Вуковара: Јосип Рукавина, Отмар Шилд и Стјепан Блажековић. Публиковани су поименични подаци о страдалима.[328]
- 30. октобар 1941: Транспорт преосталих јеврејских мушкараца из Високог у логор Јасеновац. У коришћеној литератури не наводи се број ухапшених и транспортованих лица. Претходно, 1. августа 1941, ухапшено је најмање 16 јеврејских мушкараца у граду (они су убрзо постали жртве логора у Јадовном). Јеврејске жене и дјеца из Високог интернирани су у логоре фебруара 1942. Од предратних 199 височких Јевреја, рат је преживјело само 18 особа[207].

## Новембар 1941.
- 4. новембар 1941: Са подручја котара Босанска Градишка (мјеста: Романовци, Турјак, Рогољи, Машићи, Маглајани, Ламинци, Босанска Градишка и друга) у логор Јасеновац упућено 41 лице различитих националности, као симпатизери Народноослободилачког покрета. Публикована су имена ових особа.[329]
- 4. новембар 1941: Са подручја котара Жепче у логор Јасеновац упућено 26 Јевреја.[330]
- 10-12. новембар 1941: Према подацима НДХ оружништва (жандармерије) приликом усташко-домобранског упада у села Малешићи, Доња Биоча, Горња Биоча, покрај Илијаша, убијено је око 100 мушкараца, жена и дјеце и запаљено око 30 кућа, док су села опљачкана.[331]
- 11. новембар 1941: Хапшење 26 активиста и сарадника НОП-а у Загребу. У извору се не говори о њиховој даљој судбини.[332]
- 14. новембар 1941: Један од масовних злочина у логору Јасеновац, који је могуће хронолошки лоцирати. Према сјећању преживјелих логораша, 14. новембра 1941. убијено је, уз претходну тортуру, 77 заточеника.[333]
- 16. новембар 1941: Из Сарајева упућено у логор Јасеновац 116 лица различитих националности (Срби, Хрвати, Јевреји, Бошњаци, Нијемци). Од овог броја 108 је ухапшено "ради комунизма".[334]
- 16-17. новембар 1941: Транспорт веће групе Јевреја из Сарајева у логор Јасеновац. У доступној литератури спомиње се број од 3.000 транспортованих лица.[327][335]
- 18-19. новембар 1941: Страдање српског становништва у котару Глина. Према извјештају 1. оружничке пуковније, усташе из села Маја су у Драготини 18. новембра убили 20 становника и спалили 5 кућа. Сутрадан, усташе пристигле из Загреба, Петриње и Глине, у оквиру напада на територију под контролом локалних партизана извршиле су напад на већи број села источно и југоисточно од Глине. У Драготини "поубијан је сав народ нађен код кућа, али се број побијених не зна", при чему је у селу запаљено око 100 кућа, а село је претходно опљачкано. Усташе су такође запалили 20 кућа у Доњем Класнићу, 4 куће у Горњем Класнићу, 13 кућа у Бијелим Водама, 20 кућа у Банском Грабовцу, 53 куће у Шушњару и неколико кућа у Великом Градцу и Малом Градцу. Према овом извору, усташе су у овим селима убиле око 150 особа, "међу којима има и много дјеце". Извор наводи конкретне податке само за село Шушњар: убијено 69 становника свих узраста и оба пола, од чега је 57 заклано, а 12 спаљено.[336]
- 19. новембар 1941: Стријељање 7 партизана у Загребу, заробљених на подручју Јастребарског, међу којима су 3 били хрватског, 3 јеврејског и 1 српског поријекла.[337]
- 20. новембар 1941: Према подацима НДХ оружништва (жандармерије) усташе су у селу Њеманица покрај Сарајева убиле око 35 мушкараца, жена, дјеце и стараца.[338]
- 25-26. новембар 1941: Према подацима НДХ оружништва (жандармерије) усташе су у селу Јабланица покрај Босанске Градишке убиле око 170 Срба из села Милошево Брдо, Совјак и Јабланица. Већина убијених били су из села Милошево Брдо и Совјак.[339] Према другом извору НДХ оружништва, усташе су 25. септембра покупиле око 57 особа из Совјака и 50 особа из Милошева Брда ("већином дјечака од 12 до 15 година") и 26. септембра их стријељали и поклали у Јабланици. У овом извјештају се помиње да су усташе претходног дана, 25. септембра, у Милошевом Брду похватале још 20 становника и да су и њих убили у Јабланици, без навођења датума страдања. У Јабланици је у овим околностима убијено и 7 становника сусједних села Орахова, Бистрица и Требовљани.[340]
- крај новембра 1941: Транспорт веће групе Јеврејки са дјецом из Сарајева у логор Лоборград. У доступној литератури спомиње се број од 1.200 транспортованих жена и дјеце. С обзиром да је логор у Лоборграду био пренатрпан одлучено је да транспорт из Сарајева буде враћен назад. По доласку у Сарајево заточенице и дјеца боравили су 8 дана у затвореним вагонима, без хране и могућности да се огрију, да би потом били смјештени у сарајевској синагоги, такође у врло неусловном простору. Јануара 1942. овај транспорт је отпремљен за логор Стара Градишка, гдје су заточеници из Сарајева убијени.[327]

## Децембар 1941.
- 5. децембар 1941: Према подацима оружништва НДХ од 5. децембра 1941, усташе из Славонске Пожеге убиле су 12 становника села Шеовица Каменска покрај Славонске Пожеге. Злочин се догодио нешто прије овог датума.[341]
- 8. децембар 1941: Један од масовних злочина у логору Јасеновац који је могуће хронолошки лоцирати и донекле структурисати. Према сјећању преживјелих тога дана је у логору убијено око 85-95 српских заточеника.[342]
- 10-17. децембар 1941: Покољ над Јеврејима у Брчком. У ноћи 10-11. децембра 1941. усташе су извршиле хватање и убиства око 150 домицилних брчанских Јевреја, укључујући истријебљење читавих породица, без обзира на старост и пол. Злочин је извршен на мосту на Сави, између Брчког и Гуње, гдје су жртве убијане клањем и тупим предметима. У Брчком је боравило око 147 јеврејских избјеглица из централне Европе. Њих су усташе поклале 16-17. децембра на локалном православном гробљу. Најодговорнији за спровођење злочина био је усташки котарски предстојник Вјећеслав Монтани.[343][344]
- 12. децембар 1941: Један од масовних злочина у логору Јасеновац који је могуће хронолошки лоцирати и донекле структурисати. Према сјећању преживјелих тога дана је у логору убијено око 86 српских заточеника.[345]
- 15. децембар 1941: Један од масовних злочина у логору Јасеновац који је могуће хронолошки лоцирати и донекле структурисати. Према сјећању преживјелих тога дана је у логору убијено око 80 српских заточеника, сељака из околине Сарајева, који су истог дана интернирани у логору.[345]
- 20. децембар 1941: Један од масовних злочина у логору Јасеновац који је могуће хронолошки лоцирати и донекле структурисати. Према сјећању преживјелих тога дана је усташа Љубо Милош у логору убио 26 заточеника (21 српске и 5 јеврејске националности).[346]
- 20. децембар 1941: Хапшење сестара Зденке и Рајке Баковић, комунисткиња, у Загребу. Обе су брутално мучене у усташком затвору. Зденка Баковић је извршила самоубиство 25. децембра 1941, а Рајка Баковић је подлегла тортури и умрла (убијена) 29. децембра 1941.[347]
- 21. децембар 1941: Стријељање 15 чланова и симпатизера КПХ/КПЈ у Бјеловару, различитих националности (6 Хрвата, 6 Срба, 2 Јеврејина и 1 Бошњак).[348]
- 21. децембар 1941: Убиство 471 становника Дугог Села (котар Вргинмост) у вријеме усташко-домобранске офанзиве на слободну територију Кордуна. Огромна већина убијених били су жене и дјеца. Међу убијенима било је 180 дјеце (лица млађа од 16 година). Већина жртава убијена је у шуми Брезија покрај Ласиње. Село је у потпуности спаљено. Село је током рата имало 516 жртава фашистичког терора, при чему су сви побијени од стране усташа. Публиковани су поименични подаци о страдалима.[349][350]
- 21. децембар 1941: Убиство 18 становника Острожина (котар Вргинмост) у вријеме усташко-домобранске офанзиве на слободну територију Кордуна. Један дио страдалих убијен је у селу, док су остали убијени у шуми Брезија. Село је у потпуности спаљено. Већа страдања становништва осујетили су партизански отпор и евакуација становника према Петровој гори. Публиковани су поименични подаци о страдалима.[351][352]
- 21-31. децембар 1941: Убиство 68 становника села Стипан (котар Вргинмост) у вријеме усташко-домобранске офанзиве на слободну територију Кордуна. Већина убијених били су жене и дјеца. Међу убијенима било је 19 дјеце. Око половине жртава убијено је 21. децембра у самом селу, али и у шуми Брезија, док је друга половина убијена 31. децембра у Раковом Потоку. Село је у потпуности спаљено. Публиковани су поименични подаци о страдалима.[353]
- 22. децембар 1941: Убиство 100 становника села Трепча (котар Вргинмост) у вријеме усташко-домобранске офанзиве на слободну територију Кордуна. Већина убијених били су жене и дјеца. Међу убијенима било је 33 дјеце. Већина жртава убијена је у селу које је спаљено. Публиковани су поименични подаци о страдалима.[354]
- 22. децембар 1941: Убиство 13 становника села Шљивовац (котар Вргинмост) у вријеме усташко-домобранске офанзиве на слободну територију Кордуна. Публиковани су поименични подаци о страдалима.[355][356]
- 22-23. децембар 1941: Злочин усташке Црне легије над српским становништвом у околини Коњица. У литератури се спомињу подаци о убиству 12 жена и дјеце из Доњег Села и Виништа, који су масакрирани 22. децембра, али се ови подаци не чине коначним. Такође, у литератури се наводи да су усташе које су починиле злочин пристигле из Сарајева и да су били под командом Јуре Францетића, Рафаела Бобана и Фрање Судара. За Судара се наводи да је лично убио тројицу жељезничара у Доњем Селу. Сутрадан, 23. децембра, припадници Црне легије извршили су покољ над 15 становника села Челебић. Већина убијених у Челебићу били су деца. Број страдалих био би већи да се становништво Челебића није склонило код муслиманских комшија у селу Ибдор.[357]
- 23-24. децембар 1941: Депортација 14 заточеника усташког затвора у Загребу у Логор Јасеновац. У извору нису наведени подаци о структури депортираца.[358]
- 23-25. децембар 1941: Хапшење 74 српска мушкараца у Пакрацу, Липику и околним селима извршено је у ноћи 23-24. децембра. Ухапшеници су депортовани у логор Јасеновац 24-25. децембра 1941. Већ 25. децембра убијено је између 27 и 32 новопристигла заточеника из Пакраца и околних села. Публикована су имена дијела убијених. Злочин је извршио Љубо Милош заједно са другим усташама из логора. Остали ће претежно бити убијени током 1942.[359]
- 24. децембар 1941: Убиство 31 српског становника села Бански Моравци покрај Ласиње (котар Вргинмост) у вријеме усташко-домобранске офанзиве на слободну територију Кордуна. Међу убијенима било је 15 дјеце. Публиковани су поименични подаци о страдалима.[360]
- 27. децембар 1941: Убиство 11 становника села Горња Трстеница код Вргинмоста, од стране усташа, у вријеме офанзиве на слободну територију Кордуна. Публиковани су поименични подаци о страдалима[361][362]
- 27. децембар 1941: Убиство 17 становника села Голиња код Вргинмоста, од стране усташа, у вријеме офанзиве на слободну територију Кордуна. Злочин је извршен у селу. Публиковани су поименични подаци о страдалима.[180]
- 28. децембар 1941: Убиство 11 становника села Бовић (котар Вргинмост) у вријеме усташко-домобранске офанзиве на слободну територију Кордуна. Међу убијенима било је шесторо дјеце. Село је опљачкано и спаљено. Публиковани су поименични подаци о страдалима.[363][364]
- 28. децембар 1941: Убиство 17 становника села Козарац (котар Вргинмост) у вријеме усташко-домобранске офанзиве на слободну територију Кордуна. Међу убијенима било је 5 дјеце. Село је опљачкано и спаљено. Публиковани су поименични подаци о страдалима.[363]
- 28-29. децембар 1941: Страдање српског становништва у селима Горњи Врховци, Кантровци и Грђевица покрај Славонске Пожеге. Злочин је извршен у селу Горњи Врховци. Побијено је око 99 становника, од чега 29 становника Горњих Врховаца. Већина кућа у овим селима је спаљена.[365][366]
- крај децембра 1941: Страдање српског становништва у селима између Фоче и Сутјеске: Суха, Тјентиште, Мркаљи, Попов Мост, Ћурево, Љубина. Усташки извори помињу убиство "113 четника и комуниста" на овом подручју, али већина страдалих били су цивили, укључују жене и дјецу. Злочин су починиле усташе из Горњег Борча.[307]
- 29. децембар 1941: Из затвора у Бања Луци у логор Јасеновац упућено 55 талаца из неименованог места (вероватно Бања Лука) и непознат број ухапшених становника села Ситница покрај Кључа и села Маглајани.[367]
- 29. децембар 1941: Из Травника у логор Јасеновац упућена 44 Јеврејина.[368]
- 30. децембар 1941: Страдање становника села Пркос покрај Ласиње на Кордуну у контексту усташко-домобранске офанзиве, иако се село није налазило у оквиру слободне партизанске територије. У нападу на слободну територију Кордуна, усташе су убиле најмање 428 становника Пркоса српске националности. Од овог броја било је 244 малољетна лица, од чега 192 млађих од 14 година. Одрасли мушки становници Пркоса, њих око 130, успјели су се склонити. Њихове жене, дјеца и родитељи остали су у селу јер су вјеровали да ће бити поштеђени. Сељани су похватани 21. децембра, а ликвидирани су десет дана касније. Партизански отпор је омогућио већем дијелу становника Стипана, Бовића, Чремушнице, Трстенице, Славског Поља и Козарца да избјегне хватање и убијање од стране усташко-домобранских снага. Публиковани су поименични подаци о страдалим становницима Пркоса.[369][370][371][372]
- 31. децембар 1941: Убиство 48 становника ромског села Ново Село покрај Ласиње (котар Вргинмост) у вријеме усташко-домобранске офанзиве на слободну територију Кордуна. Злочин је извршен у Раковом Потоку. Публиковани су поименични подаци о страдалима.[373][374]
- 31. децембар 1941: Убиство 47 становника Ласиње (котар Вргинмост) у вријеме усташко-домобранске офанзиве на слободну територију Кордуна. Већина убијених били су ромске националности. Остале жртве биле су српске и хрватске националности. Злочин је извршен у Раковом Потоку. Публиковани су поименични подаци о страдалима.[375][376]
- 31. децембар 1941: Убиство 21 ромског становника села Десно Средичко покрај Ласиње (котар Вргинмост). Злочин је извршен у Раковом Потоку. Публиковани су поименични подаци о страдалима.[377]